# تأثير وسائل النقل على البيئة

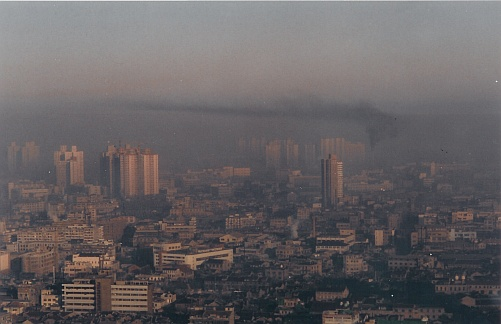
يجتاح الضباب الدخاني مدينة شانغهاي بشكل يومي تقريبا، وتعد السيارة أحد المسببات الرئيسية له.

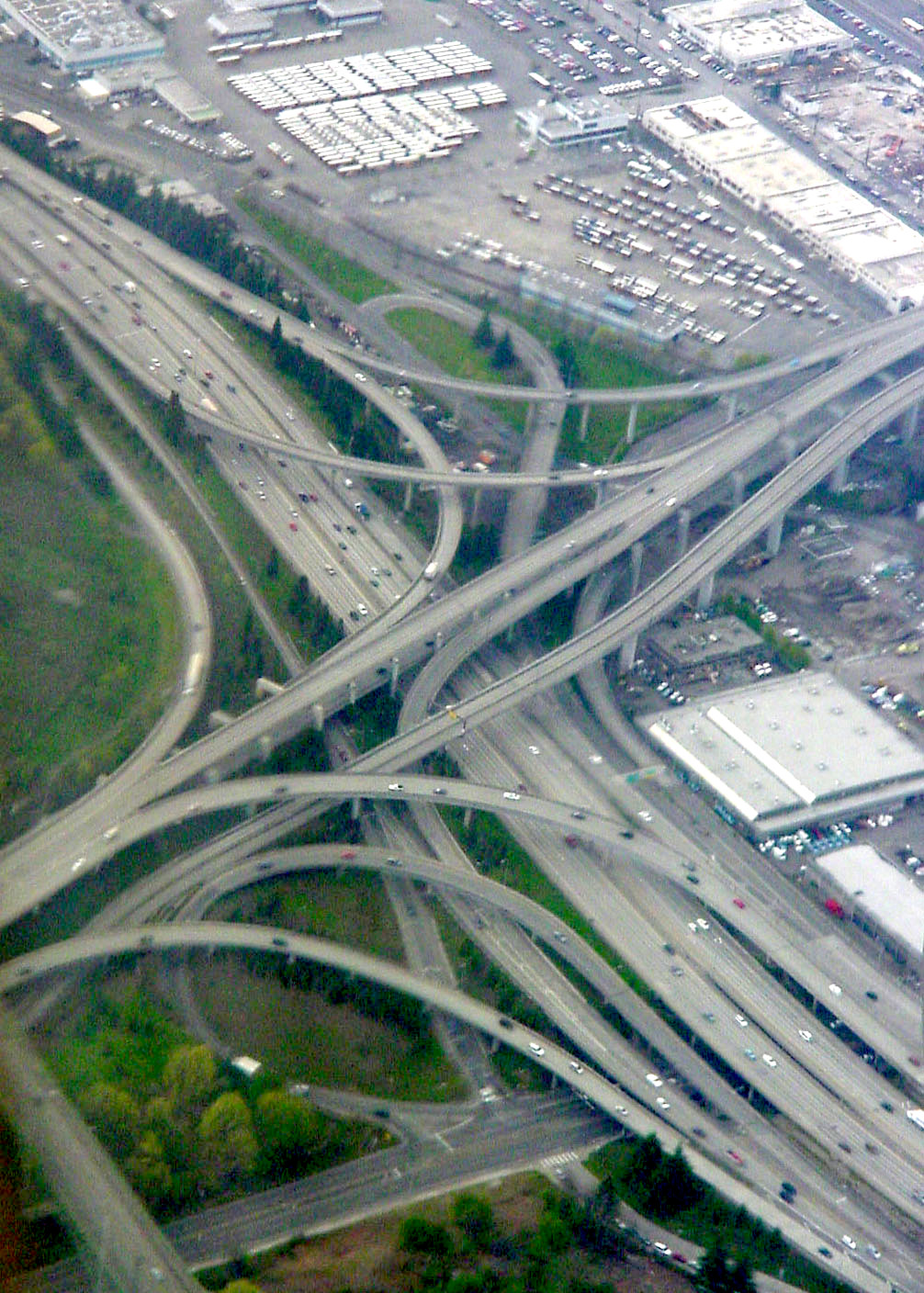
تعد السيارة مدفوعة بالمحرك المتردد مصدراً للعديد من التأثيرات المتأخرة من خلال شبكة الطرق التي تلزمها، ويعتبر هذا العامل الاخير سبباً لتجزؤ الموطن والمناظر الطبيعية (هنا في الولايات المتحدة).

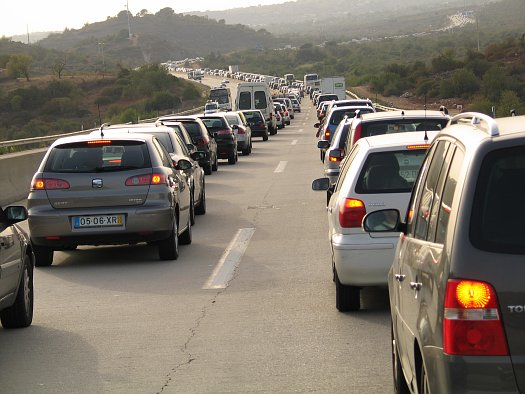
تلعب السيارات دوراً متزايداً فيما يتعلق بتأثير الاحتباس الحراري وتلوث الهواء على الصعيد العالمي بالرغم من تقدمها التقني.

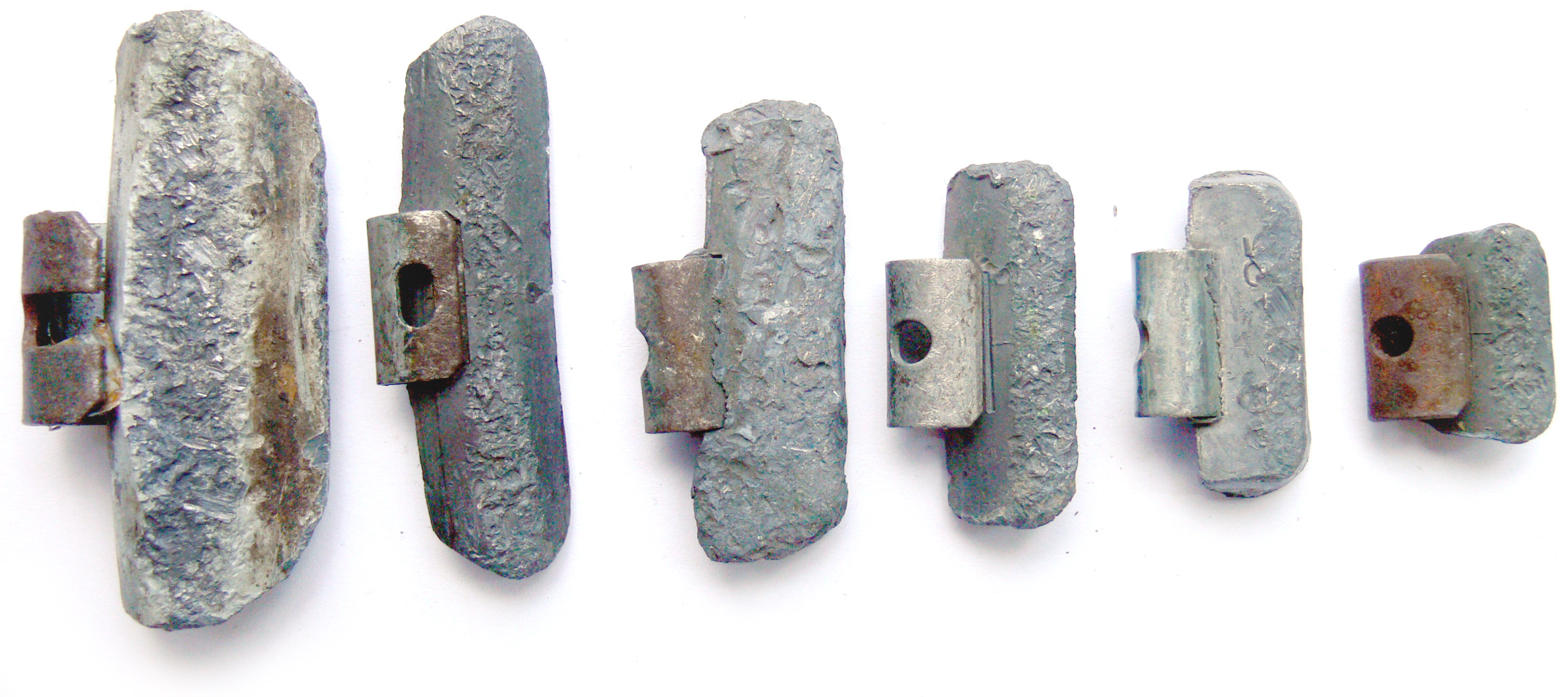
يحظر استخدام الرصاص السام جدا (عامل للتسمم بالرصاص) في وقود السيارات بشكل تدريجي، ولكن ليس في كل مكان. ولا يزال الرصاص يستخدم في البطاريات وعجلة التوازن (وجدت هذه النماذج في الطرق).

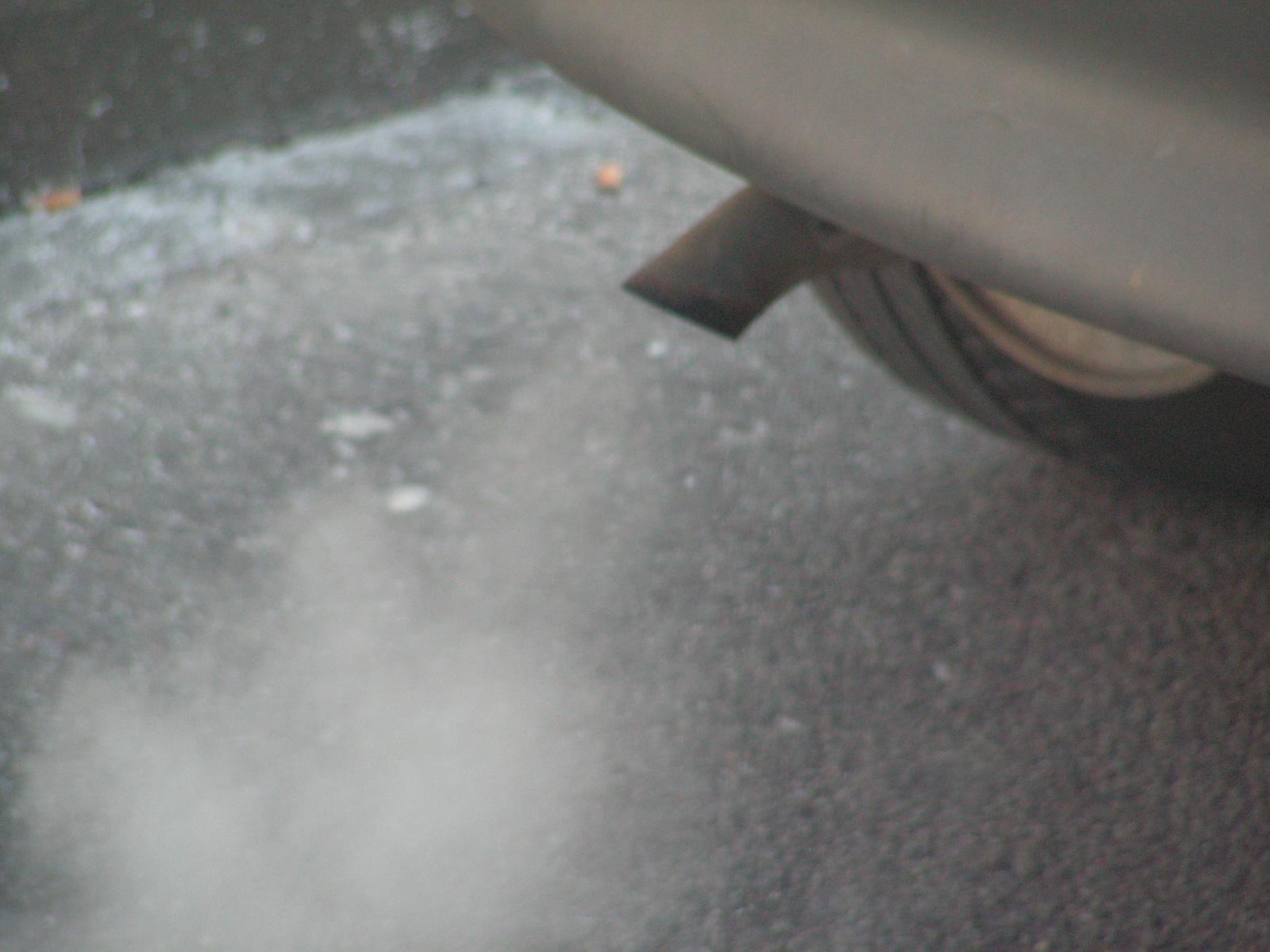
يستخدم بخار الماء الصادر من عادم السيارة عند برودة المحرك عادة كرمز للانبعاثات الملوثة الناجمة من السيارات، وغالبا ما يكون حمضياً ويرتبط بملوثات غازية متنوعة (المركبات العضوية المتطايرة) أو الجسيمات.

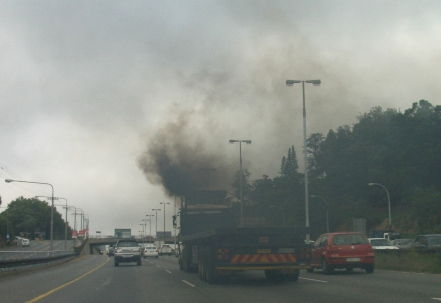
ينبعث من عادم الشاحنات دخان أسود سميك ملوث بشكل واضح، وغالباً ما تكون سبب هذه الانبعاثات عدم صيانة المحرك.

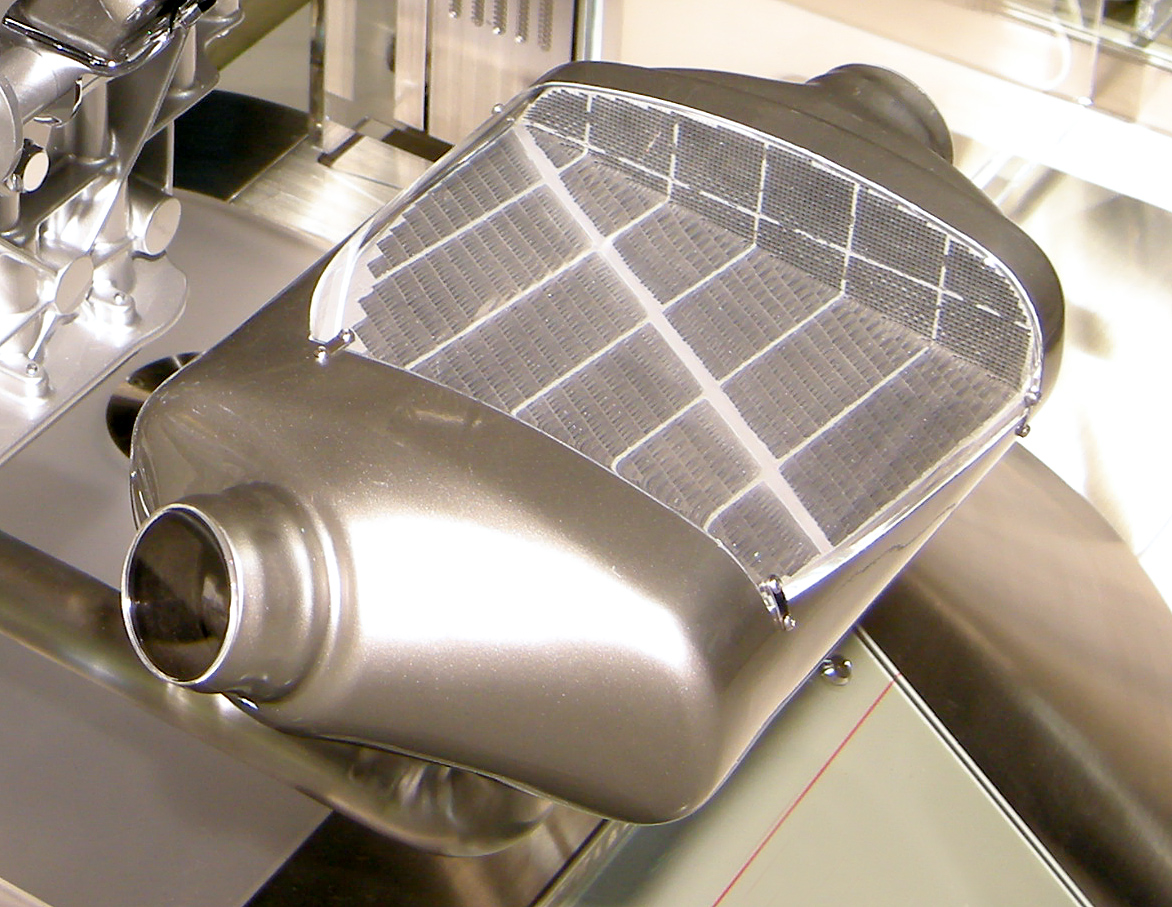
يساهم وجود مرشح الجسيمات بالإضافة إلى محول حفزي بالحد من تلوث الجسيمات الناجمة عن محركات الديزل، ويجب تجديد المرشح بشكل دوري عن طريق حرق السناج، والذي غالباً ما يتم بمساعدة المواد الحافزة المدمجة في المرشح.

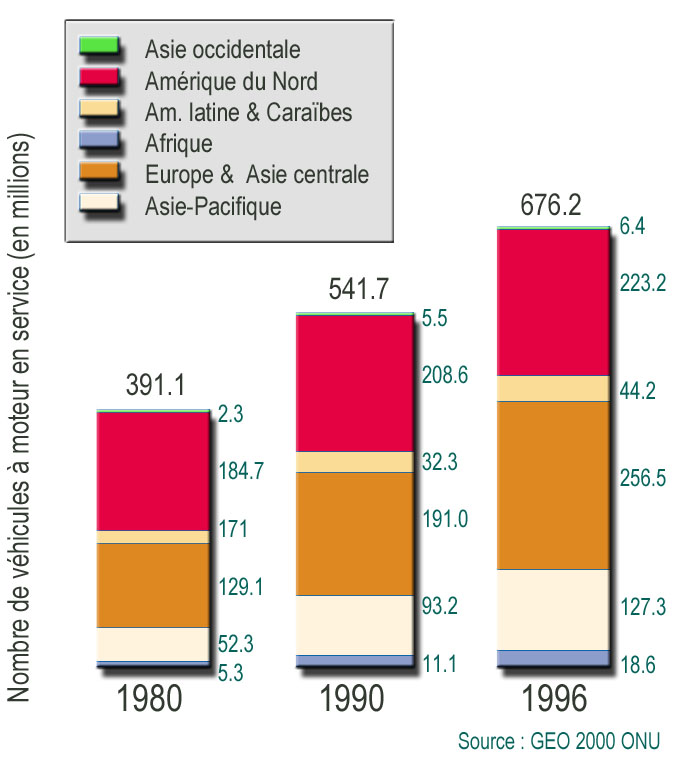
وفيما يخص الانبعاثات الاجمالية فإن التحسينات التي أدخلت على المحركات وعوادم السيارات يقابلها بشكل سلبي النمو السريع لعدد المركبات المتداولة، وبالإضافة إلى ذلك فإن المركبات القديمة والاكثر تلويثاً يتم تداولها بشكل كبير في البلدان الفقيرة والنامية.

تؤثر وسائل النقل البري على البيئة تأثيراً مباشراً وغير مباشر (أثار محتملة مثل الرصاص في وقود السيارات)، المركبات (على مدى دورة حياتها)، والبنية التحتية للطرق. وتكون التأثيرات على الصعيد المحلي (مثل الضجيج) أو العالمي (مثل التأثير على الغلاف الجوي). ووفقاً للاتحاد الأوروبي فإن الأمر يتطلب نهجاُ موحداً وتعاوناً مشتركاً بين الدول، فالتلوث لن يتوقف على الحدود حيث أن بعض الدول متضررة من تدفق حركة المرور الدولية من خلالها. ويبدو أيضا بأن التعرض لأكسيد النيتروجين ذو إشكالية، وقد يكشف في الواقع عن ضعف مبكر للرئة بسبب الجسيمات متناهية الصغر. وللتلوث تأثيرات متأخرة على المدى المتوسط والمدى البعيد.
وتمس التأثيرات الهواء والغلاف الجوي والطقس والمناخ الأصغري والماء والتربة والنبيت والمجموعة الحيوانية والسلامة البيئية والضجيج والصحة العامة (المشاكل الرئوية والقلبية بشكل خاص إلا أن الامر لا يقتصر عليها). ويؤدي التعرض لجزيئات التلوث الناتجة عن عوادم السيارات مثل التدخين إلى زيادة معدل الوفيات وسرطان الأطفال
وتلوث الهواء الناجم عن عوادم السيارات معروف لدى عامة الناس بأنه يتسبب بأمراض اتتتااتتالجهاز التنفسي ويُسهم في الاحتباس الحراري
وتتحمل وسائل النقل البري مسؤولية إنتاج 18% من غاز ثاني أكسيد الكربون وفقاً للمهندس جان مارك جانكوفيتش (Jean-Marc Jancovici) والذي أشار إلى التقرير الصادر عن الوكالة الدولية للطاقة عام 1999.

## الآثار الرئيسية
أصبحت السيارات بجانب أجهزة التدفئة المنزلية السبب الرئيسي عن الضباب الدخاني في المدن، الذي بات أمرا مزمناً في العواصم الأسيوية الكبرى. 
 ووفقاً للوكالة الفرنسية للسلامة الصحية البيئية (AFSSE)، فإن الانبعاثات الناجمة عن السيارات مسؤولة عما يناهز ثلث تلوث الهواء، وستكون مسؤولة عن وفاة 6500 إلى 9500 شخص كل عام في فرنسا. ويعزى عدد الوفيات إلى الجسيمات الدقيقة في عام 2002، وتزيد أعمارهم في المناطق الحضرية عن 30 عام، وهذا المعدل قياسا على عدد الوفيات الاجمالي عام 1999.
وتعرضت فرنسا اثناء ذروة التلوث مطلع عام 2009 إلى ثلاثة ملوثات هواء (ثاني أكسيد النيتروجين (NO2)، الأوزون، الجسيمات المعلقة) كانت مرتبطة (إلى حد كبير) بارتفاع معدل الوفيات.
ووفقاً لدراسة للتلوث فإن 4.9% إلى 11% من الوفيات في الفئة العمرية (بين 60 إلى 69 سنة) هي بسبب الجسيمات المعلقة، وتعد وسائل النقل البري المصدر الثاني لهذه الجسيمات، وينطبق معدل الوفيات هذا على ربع سكان فرنسا فقط. للمعرفة: سكان المناطق الحضرية فوق 30 سنة. ولذا فأن الظاهرة يتم التقليل من شأنها عند عرضها بهذه الطريقة لأن النسب المئوية (بين 5% إلى 10% وفقاً للفئات العمرية) ستكون متصلة بالعدد الإجمالي للوفيات.
 وبالإضافة للتأثيرات المباشرة مثل دهس الحيوانات بالسيارة، فلوسائل النقل الالي تأثيرات غير مباشرة على البيئة (بواسطة الطرق وتجزؤ المناظر الطبيعية والتلوث بما في ذلك التلوث الضوئي والملوثات الناجمة عن احتراق المركبات أو بعض حوادث الطرق). كما أن لبعض ملوثات الهواء تأثير على صحة الإنسان بصورة دائمة بما في ذلك المئات من ضحايا التسمم بالرصاص المزمن (خاصة الأطفال) أو الأشخاص الذين يعانون من عواقب التسمم بالرصاص في مرحلة الطفولة في البلدان والمناطق التي لا يحظر فيها إضافة الرصاص في وقود السيارات أو لم تحظره إلا مؤخرا. ومن المحتمل أن تنشأ آثار أخرى مباشرة أو غير مباشرة، ويمكن أيضا ان تتفتت الطرق الغير معبدة. وعلى سبيل المثال، يرفض الحلزون الذي يقطن في الغابة مثل حلزون Arianta arbustorum عبور الطرق المقاومة للماء أو حتى الطرق الغير مقاومة للماء ذات عرض 3 متر، بينما يمكنه عبور طريق عشبي بعرض 30 سم دون أي مشكلة، وبالتالي فأن الحلزونات يفصلهم طريق معبد ذو حركة مرورية كثيفة ويمكن بالتالي عزل بعضهم عن بعض (تجزؤ الموطن، تجزؤ الغابات).  
وتعد تأثيرات هذا التجزؤ أشد في المناطق الطبيعية التي تشهد تدخل الإنسان. وأيضا فإنه يمكن إدخال الكثير من التحسينات فيما يتصل بالترميم البيئي لجانب الطريق والنبيت والحد من التجزؤ عبر إنشاء معابر للحيوانات على الشبكة الحالية للطرق وليس فقط للطرق الجديدة.

### التصنيع
تسببت المركبات في تدهور البيئة بصورة كبيرة، فقبل أن تقطع متر واحد على الطريق ينبعث منها غاز عادم السيارة لتلك التي تعمل بالبنزين والديزل أو استهلاك الكهرباء للسيارات الكهربائية، وأيضا من خلال الطاقة المجسدة لتصنيعها بواسطة:
 استخراج المواد الخام لتصنيع السيارة:
- المعادن فيما يخص الهيكل الخارجي والمحرك والطوق وبطارية الرصاص...الخ.
- الوقود الاحفوري (النفط) للعناصر البلاستيكية.
- الوقود الاحفوري (النفط أو المطاط) بالنسبة للإطار.
- السيليكون للنوافذ والمرآة الخلفية.
- الفضة والذهب والبالاديوم والنحاس والإنديوم على وجه التخصيص للمكونات الإلكترونية.
- الخضاب والمادة الرابطة والمذيب لأجل الطلاء.
- الهيدروكربون وبما في ذلك غاز:2،1،1،1-رباعي فلورو الإيثان لأجل جهاز التكييف.

ويجب الأخذ بعين الاعتبار جميع مراحل النقل التي تشكل مصدراً للتلوث، والتي تمتد من نقل المواد الخام إلى مصانع تحويل المواد الخام ثم نقل المواد المحولة إلى مصانع صناعة السيارات وبعد ذلك نقل السيارات إلى مواقع البيع.
ويوجد في فرنسا وحدها أربعة مصانع لتصنيع السيارات: مصنع شركة رينو (Renault) في فلينس، مصنع مجموعة PSA في رين، مصنع مجموعة PSA في بُواسي، مصنع مجموعة PSA في سوشو وتشكل مساحتهم ما يقارب 2000 ملعب كرة قدم. ويحتاج كل مصنع إلى جانب عملية التصنيع إلى آلات وأدوات وأثاث وحواسيب وورق والتي يجب تصنيعها ونقلها وإعادة تدويرها، فضلا عن احتياجات الكهرباء وأجهزة التدفئة والتكييف والماء لتشغيل المصنع. وتشمل المراحل الرئيسية لتصنيع السيارة: السحب العميق، وأعمال الصفائح المعدنية، والطلاء، والتجميع (إضافة المحرك، المقاعد، الاطارات، علبة السرعة...الخ).

### الإصلاح والصيانة
تشكل عملية صيانة السيارة أيضا مصدراً للتلوث واستنزاف للطاقة. وتشمل عملية الصيانة استبدال: بطارية الرصاص (وهي بطارية شديدة السمية)، الاطارات، زيت المحرك، سائل نظام التبريد وزيت الفرامل، فلتر الزيت وفلتر الهواء، شفرة ممسحة الزجاج الامامي للسيارة، دواسات الفرامل، المصابيح. وتشمل عملية الصيانة أيضا غسيل السيارة ومنتجات التنظيف وكذلك الحاجة إلى الكهرباء لاستخدام المكنسة الكهربائية.
وعندما تتعرض السيارة إلى حادث فإنه يجب استبدال الاجزاء المتضررة. وتعد أيضا الالكترونيات في السيارة مصدراً للصيانة والإصلاح وربما الاستبدال.

### إعادة التدوير

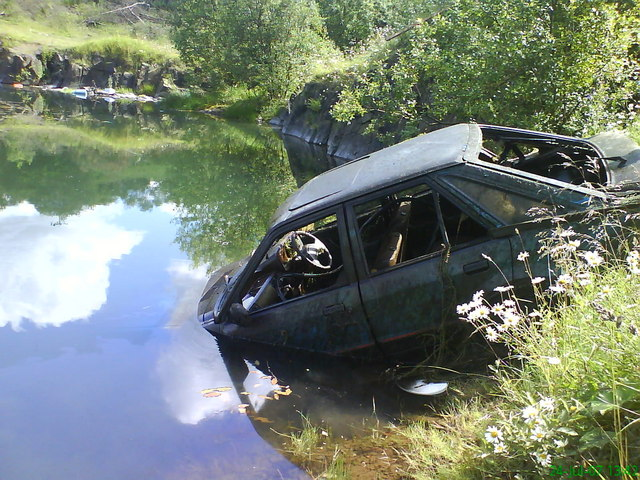
سيارة مهجورة

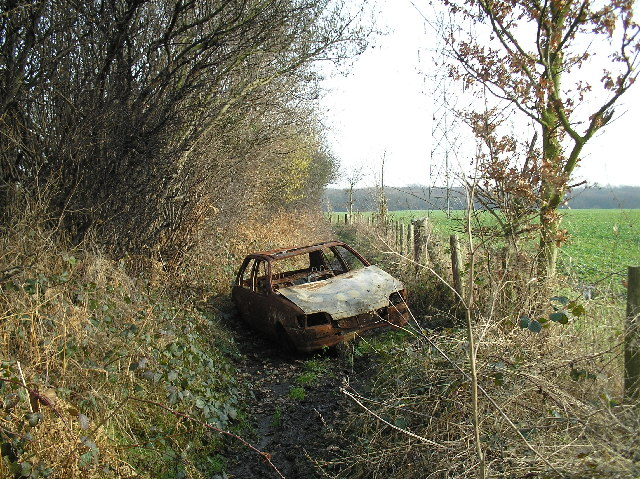
سيارة مهجورة

تتعرض التربة والمياه الجوفية للخطر جراء تحلل العناصر السامة من السيارات عندما يتم التخلي عنها في مقابر السيارات والطبيعة كما هو الحال في البلدان التي ليس لديها سياسة لإعادة تدوير السيارات، ويتم إعادة تدوير بعض اجزاءها. ونجد بين النفايات الخطرة: بطارية الرصاص، زيت المحرك، فلتر الزيت، زيت الفرامل، سائل نظام التبريد، سوائل اجهزة التكييف، عناصر التقانة النارية المستخدمة في الوسادة الهوائية (airbags) أو مشد حزام الامان، الاطارات، مصد السيارة، الزجاج الامامي، عناصر الهيكل الخارجي.
وفيما يتعلق بالتأثير البيئي، فإنه من الأفضل الاستمرار بقيادة سيارة من طراز قديم أكثر تلويثاً أو حتى شراء سيارة مستعملة طالما انها تعمل ويمكن اصلاحها، فالرغبة في الحصول على سيارة جديدة والتي من شأنها أن تصدر انبعاثات ثاني اكسيد الكربون  بنسبة اقل هي مجرد مخاوف بيئية وهمية، لأن تصنيع سيارة جديدة أكثر تلويثاً من مواصلة القيادة بالسيارة الحالية.

## الملوثات
الملوثات هي جميع المتغيرات البيولوجية، والفيزيائية أو الكيميائية التي تم اطلاقها في البيئة من خلال المحركات، وعوادم السيارات، وأجهزة التكييف وتشغيل المركبات، أو نتيجة استخدامها أو صناعتها ونهاية دورة حياتها. ولأسباب عملية فأنه غالبا ما يتم تصنيف الملوثات إلى فئتين:
يطلق على النوع الأول بالملوثات المنظمة (PPR) حيث يكون قياسها الزامي للموافقة على المركبات. ويطلق على النوع الثاني بالملوثات الغير منظمة (PNR) وقياسها غير الزامي.
وترتبط الملوثات بنوع السيارة، وجودة المحرك والوقود والمحولات الحافزة أو المرشحات والحمولة المنقولة. وأيضا تعد السرعة معياراً هام جدا؛ فعندما قامت مدينة روتردام الهولندية - في عام 2002- بتقييد (من 120 كم بالساعة إلى 80 كم بالساعة على مدى 3.5 كم) ومراقبة السرعة في الطريق السريع A13 الذي يمر بحي اوفيغشي، انخفض مستوى أكسيد النيتروجين من 15% إلى 20%، وانخفضت مستويات الدقائق من 25% إلى 30%، وانخفض أول أكسيد الكربون بنسبة 21%. وتقلصت نسبة ثاني أكسيد الكربون 15%، وانخفض عدد الحوادث 60% (وتقلص عدد الوفيات 90%)، مع انخفاض معدل الضوضاء إلى النصف. وترتبط الملوثات أيضا بسلوك القيادة.
ويعد أيضا تشغيل المركبة في الجو البارد مصدراً مهماً للتلوث. ويضاعف إعادة التشغيل السريع للمركبة عند الوقوف أو عند اشارة المرور من انبعاثات غاز ثاني أكسيد الكربون بثلاثة اضعاف في تقاطعات الطرق للمدن عندما تكون حركة المرور غير سلسة.
ووفقاً لمجلة دير شبيغل (Der Spiegel) فإن الشركات الألمانية:(فولكس فاجن، أودي، بورشه، بي إم دبليو، دايملر) قد اتفقت في السنوات الماضية بشكل سري على عدة مواضيع، ولاسيما بخصوص تقنية لمعالجة الانبعاثات الناجمة عن مركبات الديزل، فلم تعد التقنية المستخدمة كافية لتلبية المعايير الحالية، ولذلك تم طرح أسس مجلة دير شبيغل في هذا الوقت.

### الملوثات المنظمة

#### أكسيد النيتروجين (NOx)
يشكل أكسيد النيتروجين خطراً مباشراً على صحة الإنسان أثناء «ذروة التلوث». ويصدر بشكل رئيسي من قطاع النقل بما في ذلك السيارات المسؤولة عن تلوث الهواء. وينطبق ذلك بوجه خاص على محركات الديزل التي تكون محولاتها التحفيزية غير فعالة بالنسبة لأكسيد النيتروجين الناجم من عادم السيارة. وبالتالي فإن عادم السيارة يطلق جذور البيروكسيد في الهواء ولاسيما من نوع البروكسياسيتيل، والذي يتحد مع ثاني أكسيد النيتروجين ليشكل نترات البروكسياسيتيل (ينتمون إلى «عائلة من جزئيات الطفرات المتورطة في التلوث الحمضي» مما يؤثر على الرئتين، ولكن أيضا يشارك في ظاهرة « المطر الحمضي» الذي يؤدي إلى تدهور الغابات). ويكون الأسيتالدهيد والأسيتون المتواجد في الهواء سلائف الكيمياء الضوئية لنترات البروكسياسيتيل (PAN)، وتعد النترات قابلة للذوبان في الماء (وبالتالي في المياه النيزكية) وهي عامل قوي لإغناء الماء في البيئة.
وتتجاوز الكثير من الشركات المصنعة المعايير المتعلقة بنسبة أكسيد النيتروجين وثاني أكسيد الكربون. 
وخلافا لليابان، فأنه في أوروبا والاتحاد الاوربي لا تعطي الحكومات والشركات المصنعة أهمية لهذا الملوث في مكافحة تلوث السيارات، ولكن تتركز خطاباتهم عادة على ثاني أكسيد الكربون والاحتباس الحراري.

#### ثاني أكسيد الكربون (CO2)
يعد غاز ثاني أكسيد الكربون من الغازات الدفيئة، فهو ليس ملوث هوائي بالمعنى الدقيق للكلمة.
وترتبط كمية ثاني أكسيد الكربون الصادرة من المحرك فقط على كمية الوقود المستهلك (ونوع الوقود): تتحول غالبية ذرات الكربون التي في الوقود إلى ثاني أكسيد الكربون (انظر الاحتراق). ووفقاً للمعهد الفرنسي للبيئة (IFEN) في فرنسا، فإن متوسط استهلاك السيارات الجديدة يتراجع بمقدار 0,1 لتر كل عام منذ عام 1995، ليصل في عام 2005 إلى قرابة (152 غرام من مكافئ ثاني أكسيد الكربون لكل كيلو متر في عام 2005)، ولكن ليس كل المركبات جديدة، وينبعث من المركبات الحالية ما متوسطة 208 غرام من مكافئ ثاني أكسيد الكربون لكل كيلو متر في عام 2004. ومن جهة أخرى فإن الانبعاثات من المركبات في السرعات والحالات المتكافئة أشد في الولايات المتحدة (السيارات الثقيلة والقوية) أو في بعض الدول الفقيرة (طراز قديم).
وتعتبر السيارات الكهربائية والسيارات الهجينة في عام 2004-2005 أقل السيارات إصداراً لغاز ثاني أكسيد الكربون من التي تعمل بالغاز النفطي المسال أو محركات الديزل:
- سيارة فولكس فاجن لوبو 3-ال تي دي آي (81 غرام /كم)
- سيارة سمارت سي دي أي (90 غرام /كم)
- سيارة سيتروين سي ون 1,4 اتش دس اس (108غرام /كم)

(ولكن تصدر سيارات الديزل جسيمات مسرطنة بشكل أكبر من سيارات البنزين). ولكن في المقابل تصدر ثاني أكسيد الكربون بشكل أقل وهي:
- سيارة تويوتا بريوس 75 (104غرام /كم)
- سيارة دايهاتسو كيور (109غرام /كم)
- سيارة سمارت فورتو (113غرام /كم)

وتصل سيارة فيراري مودينا 360 وفيراري مارانيلو 550 إلى 440 غرام و558 غرام على التوالي، بينما يرتفع ببنتلي ارناج ليصل إلى 456 غرام. وبالنسبة لسيارة بي إم دبليو X5 4×4 تصل إلى (335 غرام) وتسبقها سيارة بي إم دبليو إم 5 (346غرام) وبي إم دبليو زد 8 (358 غرام). وبالنسبة للكزس آر إكس 400إتش المخصصة لجميع التضاريس والتي أُنتقدت لارتفاع مستويات ثاني أكسيد الكربون، ينبعث منها فقط (188 غرام)، وذلك بفضل الاستخدام الذكي والذاتي لمحركين كهربائيين مصحوباً بمحرك البنزين V6 القوي (يشير الحرف H إلى كلمة « hybride » سيارة هجين). وأعطيت هذه الأرقام للسيارات الجديدة، والتي يمكن أن يتدهور أداءها بسرعة في حالة سوء الاستخدام والصيانة.
وفي فرنسا، انخفض عام 2004-2005 اجمالي المستوى المحلي لانبعاثات غاز ثاني أكسيد الكربون (بأقل من 1%)، ومع ذلك ارتفعت نسبة الانبعاثات الناجمة عن السيارات الخاصة إلى 17% من عام 1990 إلى عام 2004، لتصبح مسؤولة عن 14% من الانبعاثات في فرنسا. ويتزايد استخدام السيارة والطائرة للتنقل: ازدادت المسافة التي يقطعها أسطول السيارات الفرنسية بنسبة 30% من عام 1990 إلى عام 2004، على الرغم من ارتفاع أسعار الوقود. وتضاعفت «ميزانية النقل» للأسرة خمس مرات منذ عام 1960، لتمثل في عام 2005 ما نسبته 15% من متوسط ميزانية الأسرة (5140 يورو)، متجاوزة بذلك ميزانية الغذاء (4980 يورو)، بينما كانت في عام 1960 أقل بمقدار 2.5 مرة.
وأرتفع في الوقت نفسه أسطول المركبات المنزلية من 27 مليون إلى 30 مليون مركبة، والتي يبلغ متوسط أعمارها من 5,8 إلى 7,6 سنوات. وبلغ عدد المركبات الخاصة 29,7 مليون مركبة وعدد مركبات النقل التجاري الخفيف 5,5 مليون مركبة نصفهم تقريبا يستخدمون مركبات خاصة، ومتداولة في فرنسا عام 2004، ل 47 مليون سائق والذين أصبحوا يقودون بصورة متزايدة بسبب البعد المتنام بين المنزل ومكان العمل أو الترفيه والخدمات. وبلغ متوسط عدد الكيلومترات السنوية 12.843كم لكل مركبة عام 2004. (وهو أقل من الرقم الذي سجل في بلجيكا 15,717كم للمركبات الخفيفة في عام 2003).
ارتفاع متوسط وزن المركبات الجديدة المباعة: زاد وزن المركبات من 900 كيلو غرام في عام 1984 إلى 1250 كيلو غرام في عام 2004، حيث ارتفع متوسط الطاقة المكتسبة 38% خلال عشرين عاماً، وقد أدى ذلك إلى زيادة استهلاك الموارد وازدياد انبعاثات الغازات الدفيئة أثناء نقل المواد الخام والقطع خلال عملية التصنيع وأثناء استخدامها. ولاحظت الوكالة الفرنسية للبيئة وإدارة الطاقة (ADEME) أن 167طراز تبعث أقل من 120غرام من مكافئ ثاني أكسيد الكربون لكل كيلو متر اعتمدت في فرنسا في عام 2005، ولكنها تشمل فقط 15% من المبيعات. ومقارنة بين سيارتين (الوزن المذكور يخص السيارة الاخف وزنا من مجموعة سي 1 وكذلك شأن السيارات الأخرى):
- تزن سيارة سيتروين أي إكس المتداولة منذ (عام 1986) 640 كغ وتزن سيارة سيتروان سي1 المستخدمة منذ (عام 2005) 790 كغ، أي ازدادت بنسبة 23% خلال تسعة عشر سنة.
- تزن سيارة بيجو 106(1991) 795 كج وسيارة بيجو 107 (2005) 790كغ، ويعد استقرار الوزن خلال 14 سنة نادر جدا.
- تزن سيارة رينو كليو 1 (1990) 790 كغ وسيارة رينو كليو 3 (2005) 1090 كغ، ازدادت بنسبة 38% خلال خمسة عشر سنة.
- تزن سيارة بيجو 405 (1987) 1020كغ وسيارة بيجو 407 (2004) 1400كغ، ازدادت بنسبة 37% خلال سبعة عشر سنة.

ويزيد تكييف الهواء من استهلاك الطاقة ولايزال يستخدم مواد تشكل خطراً على طبقة الاوزون أو الاحتباس الحراري، ويشمل التكييف 38% من أسطول السيارات الفرنسية (2004) و70% من المركبات الجديدة التي تم شراؤها (2003). ووفقاً للمعهد الفرنسي للبيئة (IFEN) فأن الجزء الأكبر من انبعاث غازات الهيدروفلوروكربون الناجمة من وسائل النقل في عام 2004 تعزى إلى السيارات.
وأصبحت السيارة في عام 2005 مسؤولة عن نحو ثلث انبعاثات ثاني أكسيد الكربون العالمية، واتُهمت بانها مسؤولة عن زيادة حرارة الكوكب نتيجة الاحتباس الحراري الذي تسببه. ولكن يجب ألا ننسى أن المصانع بجميع أنواعها، وبما فيها المصانع التي تنتج المعادن ومعدات السيارات تتسبب بالثلث الآخر من انبعاثات ثاني أكسيد الكربون والباقي يعزى إلى الأعمال التجارية الزراعية.
وشرع الاتحاد الأوروبي في مفاوضات بشأن هذا الموضوع مع رابطة شركات صناعة السيارات، وتعهدت الرابطة بعد ذلك بتقليص نسبة الانبعاثات الملوثة من المركبات المعروضة في الأسواق. وأصبحت الشركات المصنعة أكثر وعياً بالأثر البيئي للسيارات: قدم العديد منهم محرك بنزين هجين / محرك كهربائي (تويوتا، هوندا...). وأعلنت شركة نيسان اليابانية في تاريخ 21 أغسطس 2007، بأن جميع نماذجها من الآن فصاعداً ستكون مزودة بمقياس كفاءة الطاقة من أجل ترشيد استهلاك الوقود.
وتفرض بعض الدول ضرائب على المركبات الأكثر تلويثاً. وتقلل بعض المدن مثل لندن من حركة المرور في وسط المدينة من خلال فرض ضريبة بيئية موجبة الدفع، أيا كانت السيارة. ووفقاً للمنظمة الألمانية لحماية البيئة الغير حكومية، فإن تلوث الهواء في ألمانيا يتسبب بمقتل 75000 شخصاً سنوياً، ومنذ عام 2008 في مدن برلين وكولونيا وهانوفر يجب تمييز المركبات (حتى الأجنبية) الأكثر تلويثاً بوضع ملصق أحمر أو صفر أو أخضر وتحظر عليهم القيادة وسط المدن، وتبلغ مخالفة عدم وجود الملصق 40 يورو وخصم نقطة من رخصة القيادة. ومن المحتمل أن تعتمد عشرين مدينة ألمانية هذا النظام بسرعة (من بينهم شتوتغارت وميونخ).
واعتمدت معظم الدول الأوروبية نظام ملصقات كفاءة الطاقة لغاز ثاني أكسيد الكربون، ويتم اختبار مقاييس هذا النظام على الثلاجات على سبيل المثال[بحاجة لمصدر] ويهدف هذا الملصق إلى وصف المركبات الجديدة المعروضة للبيع عن طريق عرض فئة المركبة على أساس مقياس يمتد من A إلى G. وقد يختلف المقياس باختلاف البلدان؛ ففي فرنسا، يستند المقياس على قيم ثابتة فعلى سبيل المثال تمثل الفئة A المركبات التي تقل انبعاثاتها عن 100غرام من مكافئ ثاني أكسيد الكربون لكل كيلو متر. ووفقاً للوكالة الفرنسية للبيئة وإدارة الطاقة (ADEME)، فإن متوسط انبعاثات المركبات الجديدة المباعة بلغ في عام 2005، 152غرام/كم من مكافئ ثاني أكسيد الكربون أي ضمن الفئة D.
وأُضيفت ضريبة جديدة اعتبارا من 1 يوليو 2006 إلى رسوم استمارة السيارة. وتدفع السيارات التي يزيد انبعاثها لثاني أكسيد الكربون عن 200غرام/ كم، رسوم بقيمة 2 يورو لكل غرام لغاية 250 غرام/ كم. وفيما وراء ذلك، يرتفع الرسوم إلى 4 يورو لكل غرام من ثاني أكسيد الكربون. وتطبق هذه الضريبة على بيع المركبات الجديدة بالإضافة إلى المركبات المستعملة المصنعة بعد تاريخ يونيو 2003.
وستظهر ضريبة بيئية جديدة اعتباراً من 1 يناير 2008 لتحل محل الضريبة السابقة. وتشمل الضريبة المركبات الجديدة المطلوبة بدءاً من منتصف ديسمبر عام 2007 والمسلّمة في عام 2008، بالإضافة إلى المركبات المستعملة التي تم شراؤها خارج البلاد والمستوردة إلى فرنسا بعد تاريخ 1 يناير 2008، وفي الحالة الأخيرة تُخفض الضريبة بمقدار 10% سنوياً من أقدمية السيارة. وفي الحقيقة فإن الضريبة الجديدة ليست واحده لأنه يتم تقديم مكافأة بيئية للمركبات ذات الانبعاثات المنخفضة، وتستخدم الضرائب المحصلة من المركبات الأكثر تلويثاً لدفع مكافآت المركبات النظيفة.
| انبعاثات غاز ثاني أكسيد الكربون | المكافأة / العقوبة |
| ------------------------------- | ------------------ |
| من 0 إلى 60 غرام/ كم            | مكافأة 5000 يورو   |
| من 61 إلى 95 غرام/ كم           | مكافأة 1000 يورو   |
| من 96 إلى 115 غرام/ كم          | مكافأة 500 يورو    |
| من 116 إلى 125غرام/ كم          | مكافأة 100 يورو    |
| من 126 إلى 155 غرام/ كم         | -                  |
| من 156 إلى 160 غرام/ كم         | غرامة 200 يورو     |
| من 161 إلى 195 غرام/ كم         | غرامة 750 يورو     |
| من 196 إلى 245 غرام/ كم         | غرامة 1600 يورو    |
| أكثر من 245 غرام / كم           | غرامة 2600 يورو    |

ومن المفارقات أن المركبات التي تعتبر «خضراء» ثنائية الوقود دون رصاص/E85، لا تستفيد من المكافأة. وعلى العكس من ذلك، فإنهم جميعا يتلقون غرامة لأن انبعاثاتهم من غاز ثاني أكسيد الكربون مسجلة في ضمن الاستخدام الخالي من الرصاص.

##### الطاقة الكهربائية

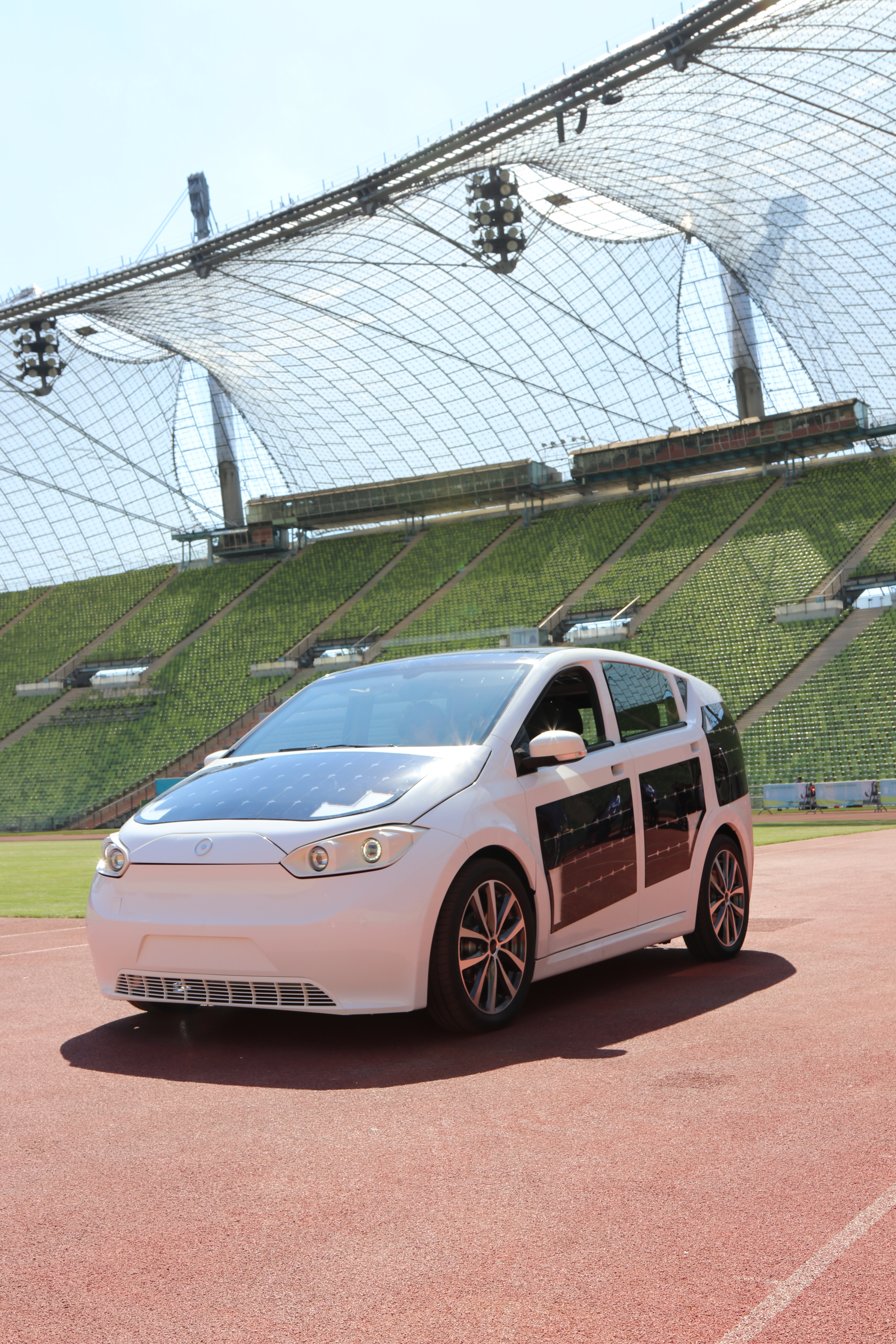
سيون (Sion) هي سيارة كهربائية يمكن شحنها من خلال الشبكة الكهربائية أو عبر خلاياها الشمسية.

تقدم السيارة الكهربائية توازناً قريباً جداً من السيارات ذات المحرك الحراري بالنظر إلى «المزيج المتوسط» من الكهرباء على الصعيد العالمي. وتعد فرنسا دولة نووية بدرجة كبيرة، وهو أمر استثنائي. وحتى بمقياس فرنسا، ووفقاً لمنظمة «نيغاوات» فإنه لا يصح القول بأن السيارات الكهربائية ستقلل بشكل كبير من انبعاثات ثاني أكسيد الكربون على الاقل في المرحلة الأولى. وفي الواقع، يجب أولا أن تكون عملية الشحن بطيئة غالباً، إلا أنه سيتم تثبيت أول ممر أوروبي للشحن فائق السرعة بحلول عام 2018 بين مدن أمستردام وغراتس مروراً بمدينة بروكسل وشتوتغارت وميونخ وفيينا[37][37][37][37][37][37]. وتم بالفعل البدء ببنائه حيث بلغت نسبة الإنجاز الآن 25%. وتجري شركة فولكس فاجن ودايملر وبي إم دبليو مناقشة مع شركة تانك اند راست (Tank & Rast) المشغلة لمحطات خدمة السيارات على الطرق السريعة الألمانية لإنشاء شبكة شحن فائق السرعة في ألمانيا. ولاحقا مالم يتم خفض الاستهلاك الحالي للكهرباء و/أو تطوير الطاقة الكهربائية المتجددة، فأن وصول استهلاك اضافي كبير في المساء والليل يتطلب زيادة وسائل إنتاج الكهرباء ابتداء من الوقود الأحفوري. وفي ظل هذه الظروف، لماذا بدأت السيارات الكهربائية بالانتشار مسبقا؟ لأن تجديد أسطول السيارات يستغرق وقتا طويلا، ونأمل بان السيارات الكهربائية (بما في ذلك استخداماتها الجديدة) ستكون أكثر وأكثر خالية من الكربون وهي فرضية ربما تكون جريئة.
وبلغ توليد الكهرباء في فرنسا ما يقارب 450 تيراوات في الساعة/سنوياً. وسيتطلب تزويد المركبات الحالية بالطاقة الكهربائية حوالي 200 تيراوات في الساعة / سنوياً من الكهرباء، بأداء متكافئ، أي نصف الإنتاج الحالي.
ووفقاً لدراسة صدرت مؤخراً، فإن الشبكات الكهربائية لولاية بادن-فورتمبيرغ وبافاريا - هما أكبر ولايتين صناعيتين في ألمانيا - غير جاهزة لإستيعاب السيارات الكهربائية على نطاق واسع، فضلا عن المضخات الحرارية ولاسيما بسبب ذروة الطلب، إلا إذا تم التراجع عن قرار إغلاق محطات الطاقة النووية و/أو تشييد طرق سريعة كهربائية كبيرة في ألمانيا بين الشمال العاصف والجنوب الصناعي. وتبنت مؤسسة بادن-فورتمبيرغ (Baden-Württenberg Stiftung) موقف ثابت حول هذا الموضوع. وهي تطالب بلا شك بإلغاء المركبات ذات المحرك الحراري واستبدالها بالمركبات الكهربائية. ولكن لاستيفاء المتطلبات المناخية، سينخفض عدد السيارات في ولاية بادن-فورتمبيرغ بنسبة 85% على المدى الطويل. ومع مراعاة ال 225.000 شخص الذين يعملون بصورة مباشرة في قطاع السيارات في هذه الولاية الألمانية، سواء لدى الشركة المصنعة أو مصنع المعدات، وحظيت هذه الدراسة باهتمام واسع.

#### أول أكسيد الكربون
يُعزى إنتاج أول أكسيد الكربون عن طريق المحرك إلى كمية صغيرة من الهواء يسمح بدخولها لإحراق الوقود المحقون في الاسطوانة قبل احتراقه. ويعد غاز أول أكسيد الكربون سم دموي ذا جرعات منخفضة، ويتسبب هذا الغاز بصورة رئيسية بالوفاة من خلال استنشاقه عبر عادم السيارة. وتنتج المركبات الحديثة المستوفية للمعايير، المعدلة بشكل جيد والمستخدمة بشكل جيد فقط كمية صغيرة من غاز ثاني أكسيد الكربون لكل كيلومتر مقطوع. وأدى نظام المحولات الحافزة إلى تقليل كمية هذه الانبعاثات بشكل كبير، وخلافا للتصورات الشائعة، فإنها لا تخزن جزيئات الكربون كما انها لا تعمل على البارد (عند بدء التشغيل): فهي تحتاج إلى وقت «لتسخين» وتفعيل المحول الحافز. وبالإضافة إلى ذلك، تصبح جزيئات المعادن الثقيلة لمجموعة البلاتين (المواد الحافزة) مع مرور الوقت منفصلة عن دعمها، وتُفقد بكميات كبيرة من العادم عندما تعمر المحولات الحافزة أو عندما تسير السيارة على طريق سيئ. 

#### الجسيمات (السناج إلى الجسيمات النانوية)
تُصدر المركبات الجسيمات المعلقة (pm) والتي هي أساسا هيدروكربونات غير محترقة (HC). وتصنف هذه الجسيمات وفقاً لقطرها؛ السناج إلى الجسيمات النانوية حسب الترتيب التنازلي.
وتُصدر محركات الديزل جسيمات غير محترقة (السناج والجسيمات الدقيقة)، ووفقاً لدراسات وبائية فإنها تعد مصدر لأمراض الجهاز التنفسي والسرطان. ويصنف الآن الغاز الناجم عن عادم محركات الديزل ضمن بعض المواد المسرطنة للبشر وفقاً للوكالة الدولية لبحوث السرطان (CIRC/IARC) ومنظمة الصحّة العالمية. وسيكون تقليص الاعتماد على السيارات أداة لتحسين الصحة والمناخ كما ذكرته منظمة الصحة العالمية في عام 2009.
وتتسبب المواد الغير محترقة بأمراض الجهاز التنفسي والحساسية لدى البشر، وهي السلائف الأخرى في تشكيل طبقة الأوزون. وبما أن الهيدروكربونات تقوم بدور المذيب فيمكنها نقل الملوثات الأخرى إلى الدم عن طريق الرئتين بسهولة.
وتقلصت انبعاثات السناج بدرجة كبيرة بفضل محاقن الضغط العالي ومرشح الجسيمات. وهؤلاء الزموا بتسويق ديزل يحتوي على كمية قليلة من الكبريت مما أدى إلى انخفاض التلوث الحمضي. وستكون هنالك تحسينات لإضافة الوقود الاصطناعي كما هو الحال في سيارة آودي آر10.
وبالنسبة لانبعاثات الجسيمات، والهيدروكربونات العطرية متعددة الحلقات، والبنزين، ووسائل النقل البري فإنهم في الوقت الراهن متقدمين على الطاقة الناجمة من إحراق الخشب في فرنسا، ولكن في المدن ستكون المصدر الرئيسي مع بعض سخانات المياه.

وأشار الدكتور توماس نوسباومر من مكتب الهندسة فورينوس (سويسرا) إلى المعلومات التالية: «وفقاً للدراسات الدنماركية، فنحن نعلم منذ وقت طويل بأن الاجزاء الكبيرة من الجسيمات المعلقة حتى في المدن ليست ناجمة من حركة المرور، ولكن بواسطة استخدام الحطب للتدفئة».
| PM2,5                         | PM1,0 | HAP  |      |
| ----------------------------- | ----- | ---- | ---- |
| الطاقة الناجمة من إحراق الخشب | 45,2  | 60,8 | 73,1 |
| وسائل النقل البري             | 17,1  | 16,8 | 17,0 |

PM2,5 = الجسيمات الدقيقة ويقل حجمها عن 2,5 ميكرومتر، PM1,0 = الجسيمات الدقيقة جدا، HAP = الهيدروكربونات العطرية متعددة الحلقات.
وينصب الاهتمام على محركات الديزل حتى الآن. ولكن يجب أن تخضع محركات الحقن المباشر للبنزين الجديدة للتدقيق عن كثب. ويخفض الحقن المباشر من الاستهلاك، وبالتالي من انبعاثات ثاني أكسيد الكربون. ولكن من الممكن أن تبث محركات البنزين الجديدة من الجسيمات الدقيقة ما يصل إلى 1000 مرة أكثر من محركات البنزين المعتادة.

#### البنزين
يسمح الرصاص في وقود السيارات بزيادة نسبة الانضغاط، عن طريق ارتفاع رقم الأوكتان وتحسين تشحيم المحرك. واًستبدل الرصاص بمواد مضافة تحتوي على بنزين لسميته الشديدة. وعادة لا يتم إطلاق هذا البنزين بعد عملية الاحتراق. وبالمقابل يكون البنزين غير متطايراً عندما يتعرض إلى الهواء، كما هو الحال أثناء التزود بالوقود.
وعلى الرغم من أن البنزين مسرطن ومطفر، إلا أنه يشكل خطراً ضئيلاً لسائق المركبة. ولكنه يزيد من خطر الإصابة بالسرطان للعاملين في محطات الوقود، والاشخاص الذين يزودون المركبة بالوقود، والاشخاص الذين يعيشون على مقربة من محطات الوقود.

#### ثاني أكسيد الكبريت SO2
يُعد ثاني أكسيد الكبريت أحد العوامل المسببة للأمطار الحمضية في البلدان التي يكون فيها معدل الكبريت في الوقود منخفض أو مقيد.

#### الرصاص
ينخفض التلوث بالرصاص بشكل كبير في البلدان الغنية التي تحظر استخدام الرصاص في وقود السيارات. ومع ذلك فإن الرصاص ليس قابلا للتحلل الحيوي أو التحلل؛ إذ يستغرق جسم الإنسان حوالي عشرين سنة للتخلص منه (انظر مقالة التسمم بالرصاص)؛ ويمكن أن تستمر الأثار العصبية للتسمم بالرصاص عند الأطفال مدى الحياة.
وفي البلدان والمناطق حيث لا يُحظر استخدام الرصاص في الوقود، تتعرض شريحة كبيرة (بين 65% و99% من الأطفال الذين يعيشون في المناطق المعرضة للخطر، وحوالي 50% حتى في الاوساط الاقل عرضة) إلى التسمم بالرصاص بصورة مزمنة. وأدى استحداث وقود بدون رصاص في الدول المتقدمة إلى انخفاض نصف نسبة الرصاص بالدم لدى البالغين من سكان المدن، غير انهم أقل عرضة لامتصاص الرصاص من الأطفال.

### الملوثات غير المنظمة
تعد السيطرة على الانبعاث الناجمة عن الملوثات الغير منظمة غير الزامية لتسجيل المركبات في أوروبا؛
- الهيدروكربونات الفردية 32.
- الألدهيد والكيتون.
- أكسيد النيتروس N2O (هو من الغازات الدفيئة، وهو ليس ملوث جوي بالمعنى الدقيق للكلمة).
- الكبريتات.
- الأجزاء العضوية القابلة للذوبان.
- الهيدروكربونات العطرية متعددة الحلقات.
- قياس حجم الجسيمات في الهباء الجوي الناجمة عن عادم السيارة.

## المحولات الحافزة
يمكن للمواد الحافزة الثلاثية في المركبات التي تعمل بالبنزين (أول أكسيد الكربون CO وأكاسيد النيتروجين NOx والهيدروكربون HC) أن تفقد فعاليتها في ظروف معينة: 
- لا تعمل على البارد. وبالإضافة إلى ذلك، أظهرت الدراسات بوضوح أن ارتفاع درجة حرارة المحرك البارد يختلف اختلافا كبيرا، كما هو الحال فيما يتعلق ب» مدة الانبعاثات في المحرك البارد (حوالي 6 كم) » و» معدلات الانبعاثات الزائدة» وتميز ظروف المحرك البارد وفقاً لنوع المركبة وتقنيتها، وكذلك وفقاً» لسلوك السائقين ونوع الملوثات المعنية».
- تعمل بشكل سيئ عندما تكون» ملوثة» (الكيميائيون يتحدثون عن تسمم المحول الحفزي) من خلال وقود لا يلائمه (على سبيل المثال الوقود الذي يحتوي على اثار الرصاص)، ومن خلال إنتاج فوسفات السيريوم في درجات حرارة مرتفعة مما يثبط عملة التحفيز. والملوثات الأخرى هي» طبيعية» موجودة بكميات ضئيلة في المحولات الحفازة (الفُوسفور (P)، الكالسيوم (Ca)، الزِّنْك (Zn)، الرصاص (Pb)، الكروم (Cr)، النيكل (Ni)، الحديد (Fe)، الكادميوم (Cd)، النحاس (Cu) ويمكن أن يؤثروا على أدائها).
- تُصدر المركبة الخفيفة ذا المحرك الحفزي نسبة أكبر من الملوثات عندما تكون محملة أو في حالة سحب حمولة ثقيلة أو عندما يُستنزف المحرك عادة عند التسارع الشديد أو عند السرعة العالية. وهو ما يعرف ب « phase débouclée du moteur ». وخلال هذا يتم توفير وقود فائض من أجل تخفيض درجة حرارة العادم وحماية أجزاء المحرك.

## إجراءات اختبارات التلوث
فرضت توجيهات الاتحاد الأوروبي على السيارات الخفيفة اختبارا يسمى بدورة القيادة خارج الضواحي UEDC (Extra Urban Driving Cycle) والذي أًضيف بعد الدورة الحضرية الرابعة ECE لفحص المركبة بسرعة أكبر من المصرح بها في المدن، ولكن السرعة القصوى لدورة UEDC التي يفرضها هذا الاختبار لا تتجاوز 120كم/ساعة (في حين يسمح بسرعة 130كم/ساعة على الطرق السريعة الفرنسية وأعلى بكثير في بعض الطرق السريعة الألمانية).
- لتسجيل المركبات الالية على ضوء المعاير الأوروبية للحد من التلوث، تخضع المركبة للاختبار في منصة الاختبار في ظل ظروف مثالية تقريبا وأدائها في ظروف حقيقة لاسيما في ظروف غير مألوفة[67] وبدرجة أكبر في الأوضاع المتدهورة التي لا يبديها المصنعين. فعلى سبيل المثال، رغم أن مجموعة UTAC في فرنسا مجهزة لاختبار المركبات في الغرفة المناخية في درجات حرارة خارجية تتراوح ما بين – 20 إلى +40 °C،[68] فإنه لإصدار الشهادة الرسمية يجب أن تكون درجة حرارة السيارة عند بدء التشغيل[68] من 20 إلى 30 °C (وهو أمر بعيد كل البعد في فصل الشتاء في المناطق الباردة أو المعتدلة). وخلال الاختبارات للحصول على التصديق، يجب أن لا يعمل مكيف الهواء في السيارة (إلا أننا نستخدمه بشكل متزايد)، ويجب ألا يُختبر هذا الأخير في ظروف صعبة مثل المنحدرات الشديدة والبرد القارس[68] أو بالحر الشديد (ومع ذلك فإن الظروف شائعة في جزء كبير من أوروبا وكذلك خلال الهجرات الصيفية وفصل الشتاء نحو الجبل وفي الصيف نحو البحر)؛ ولتوحيد وتبسيط المعايير فأن المعيار الأوروبي يتطلب بأن تبقى المركبة قبل الاختبار بغرفة حيث تبقى درجة الحرارة ثابتة بين +20 إلى +30 °C. ويجب أن تبقى المركبة بهذه الهيئة لمدة 6 ساعات على الأقل، وتستمر حتى تكون درجة حرارة زيت المحرك وسائل التبريد (إذا كان موجود) ضمن ± 2 °C من درجة حرارة الغرفة. ولا يمثل هذا الاختبار ما يجري أثناء موجة الحر[68] حيث غالبا ما تكون المركبات محمله فوق طاقتها خلال الذهاب والإياب في فصل الصيف. ويتطلب اختبار تسجيل المركبة بأن تكون المركبة غير محملة ولا في حالة جر (على سبيل المثال مقطورة السفر (كارافان))، بعد أن أظهرت الدراسات بوضوح أن وزن المركبة يؤثر بشكل كبير على نسبة انبعاثاتها.[69] ويجب أن تبقى فقط المعدات الضرورية لتشغيل المركبة لأداء الاختبار الأوروبي الموحد (مستخدم لتسجيل المركبات منذ عام 1997).
- وستدخل لائحة الاتحاد الأوروبي الجديدة حيز التنفيذ في الأول من ديسمبر عام 2020 والتي من شأنها السيطرة على الانبعاثات الملوثة الناجمة عن المركبات الموجودة في أسواق الاتحاد الأوروبي؛ وتعزيز الضوابط الرقابية واستقلالها وتمكين اللجنة من وضع ضوابط ومعاقبة الشركات المصنعة (بصورة مستقلة عن الدول الأعضاء)، فعلى سبيل المثال من خلال إصدار تنبيهات على صعيد الاتحاد الأوربي ومن خلال فرض غرامات تصلى إلى 30 ألف يورو لكل سيارة في حالة انتهاك القانون. وينبغي على الشركات المصنعة إتاحة إمكانية الوصول إلى بروتوكولات برمجيات السيارة. وستحل الاختبارات المختبريةWorld Harmonised Light Vehicle Test Procedure WLTP)) بديلاً عن «دورة القيادة الأوروبية الجديدة» New European Driving Cycle (NEDC) المستخدمة منذ عام 1973. وسيضمن الملتقى الذي تديره اللجنة تطبيق هذه اللوائح.[70]

ومن ناحية أخرى، تساعد القيادة الاقتصادية والتنظيم الجيد لحركة المرور على تقليل وحدات الانبعاثات (واستهلاك الوقود) لكل مركبة.

## التغيرات الكبيرة للملوثات
حتى أوائل القرن الحادي والعشرين، كان سلوك ملوثات المحرك والكفاءة النسبية للمحولات الحفزية معروف على نطاق واسع للمسؤولين، ولكن فقط في ظروف مختبرية موحدة أو منصات الاختبار. وكان سلوكهم أسواء في حالة القيادة الحقيقية في المناطق الحضرية، ناهيك عن حالات إجهاد المحرك (صعود المنحدر أو نزوله مع فرملة المحرك على سبيل المثال). ونظرا لعدم وجود بيانات مدعومة علميا منشورة من الشركات المصنعة (المركبات أو المحركات)، وعدم وجود دراسات مستقلة فإنه لاتزال هنالك شكوك كبيرة منذ أوائل القرن الحادي والعشرين فيما يتعلق بالعلاقة بين إحداث تغييرات في القيادة (التغيير من سرعة المركبة أو تغيير الطاقة المطلوبة من السائق للمحرك) وانبعاثات الملوثات من السيارات.
ولتوضيح المسألة، استفاد الباحثون في جامعة كاليفورنيا (بركلي) من نفق مزدوج طويل يقع على طريق سريع بكاليفورنيا منحدر بنسبة 4%، حيث تنخفض السرعة بشكل طبيعي في ساعات الذروة. وقاسوا بشكل مستمر نسبة انبعاثات غاز أول أكسيد الكربون وأكسيد النيتروجين والهيدروكربونات غير الميثانية (NMHC بالنسبة للناطقين بالإنجليزية) من السيارات، لدراستها وفقاً لعاملي السرعة والطاقة المطلوبة من المحرك، ووفقاً لما إذا كانت السيارة في حالة صعود أو نزول للمنحدر (في كاليفورنيا حيث يقع هذا النفق، كانت المحولات الحافزة إلزامية منذ عام 1975). وأكدت النتائج أن اختبارات تسجيل المركبات يمكنها التقليل من انبعاثات المركبات إلى حد كبير في ظل ظروف حقيقة.
- بالنسبة لانبعاثات أول أكسيد الكربون: تراوح معدل الانبعاثات في حالة الهبوط ما بين 16 و34 غرام من غاز أول أكسيد الكربون لكل لتر بنزين مستهلك. ولكنها تضاعفت في حالة الصعود (من 27 إلى 75 غرام). ويسفر الصعود والهبوط من المنحدر على سرعة معتدلة عن انبعاثات مماثلة من أول أكسيد الكربون. ولم تتضاعف انبعاثات أول أكسيد الكربون في حالة الصعود إلا في المركبات التي تسير بسرعة. وكانت هذه النتائج غير متوقعه لأن صعود منحدر بنسبة 4% تم بواسطة محرك ذو سرعة معتدلة. إلا أنه وفقاً لاختبارات تسجيل السيارات وتوثيق الانبعاثات كما هي مفروضة في الولايات المتحدة أو في أوروبا (في منصة اختبار المكابح في حالة تسمى ب «الجولة الحضرية»)، يبعث المحرك الذي يعمل بسرعة معتدلة أول أكسيد الكربون بمعدل أقل بكثير مما وجدناه في تجربتنا.

- بالنسبة لانبعاثات أكسيد النيتروجين: خلافا للنتائج التي تم التوصل إليها بالنسبة لأول أكسيد الكربون، فإن محتوى أكسيد النيتروجين الناجم عن العادم إرتفع في حالة الصعود، وحتى عند انخفاض سرعة المحرك (مقارنة بالقيادة في حالة الهبوط). وازدادت انبعاثات أكسيد النيتروجين بقوة مع سرعة المركبة أثناء صعودها، ولكن ليس بقوة محتوى أول أكسيد الكربون.

- في اتجاه الصعود: كانت انبعاثات أول أكسيد الكربون وأكسيد النيتروجين في ان واحد اعتمادا على سرعة المركبة والقوة المحددة، ولم يكن معياري (السرعة والقوة) وحدهما من يتنبأ بالملوثات. 

- في اتجاه الهبوط (حيث يتضح تأثير فرملة المحرك): خلافا لما هو الحال بالنسبة لأول أكسيد الكربون وأكسيد النيتروجين (وفقاً لهذه الدراسة) وخلافا للنتائج المعلنة بشأن الهيدروكربونات غير الميثانية من قبل بيرسون واخرون (أتموس، البيئة، 1996، 30، 2233 – 2256)، فأن انبعاثات الهيدروكربونات غير الميثانية لكل وحدة من الوقود المستهلك في حالة الهبوط في النفق كانت أكثر بثلاث مرات من انبعاثات الهيدروكربونات غير الميثانية لدى المركبات التي تصعد المنحدر.

وحدة القياس: الوحدة المعنية بالمؤشرات المهمة: في فترات الذروة يتفاوت مستوى انبعاثات أول أكسيد الكربون وأكسيد النيتروجين وفقاً لظروف قيادة المركبة ويعبر عنها بوحدة المسافة المقطوعة، عوضا عن وحدة استهلاك الوقود. وفي المقابل، كانت معدلات انبعاثات الهيدروكربونات غير الميثانية المعيارية في ضوء المسافة المقطوعة ثابتاً إلى حد كبير في عملية الصعود كما هو الحال في الهبوط.  

## الآثار البيئية
تؤثر عملية تشييد الطرق على الكائنات الحية ومواطنها:
- تدمير الموطن بسبب أعمال التربة.
- تدهور البيئة بسبب التلوث (الملوثات الجوية)
- الوفيات الناجمة عن الحوادث.
- تجزؤ المواطن الطبيعية.
- •	تغير المناخ الأصغري اعلى الطرقات واطرافها.
- التلوث الضوئي.
- التلوث الضوضائي.

والتأثيرات عديدة ومعقدة. وتتابين تبعاً للظروف فتقل أو تزيد وفقاً لطريقة وضع الطريق، وتشييده، وإدارته، وقبل كل شيء وفقاً لأثاره الثانوية. ولم تؤخذ التأثيرات بعين الاعتبار وبشكل كامل إلا مؤخرا (لم يصدر القانون الفرنسي بخصوص تقييم الأثر البيئي إلا في عام 1976).

### النماذج

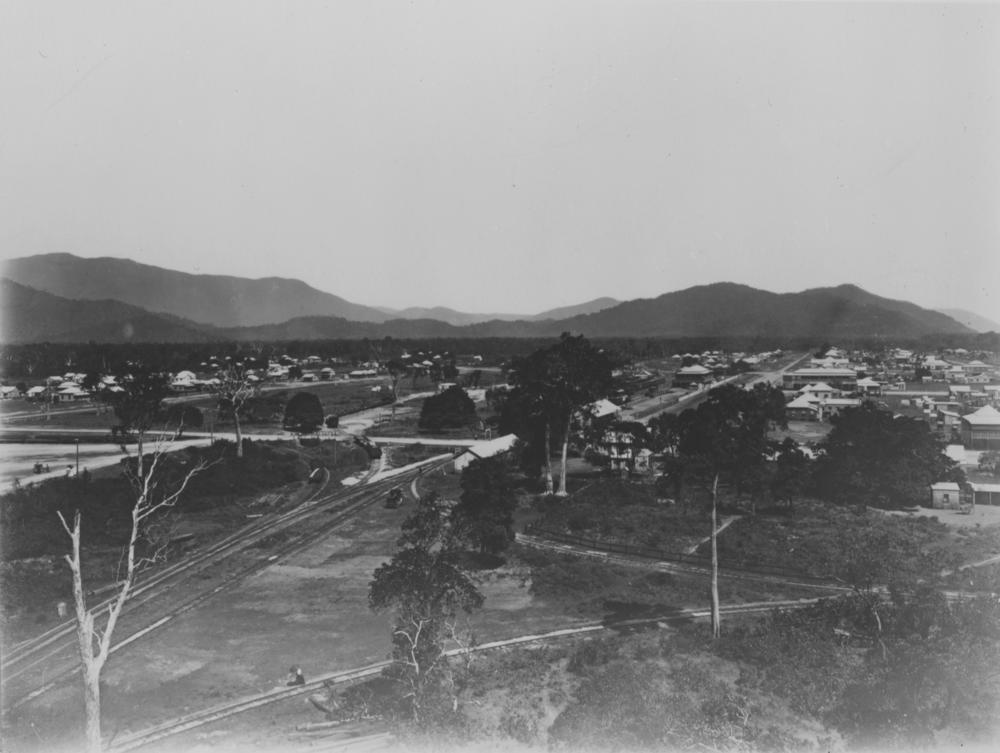
في بداية ظهور السيارات (هنا في كيرنز، 1900) كانت معظم الطرق لاتزال ترابية أو مرصوفة بالحجارة. وكانت حركة المرور نادرة وكان تأثير هذه المسارات ضئيل من ناحية التجزؤ البيئي.

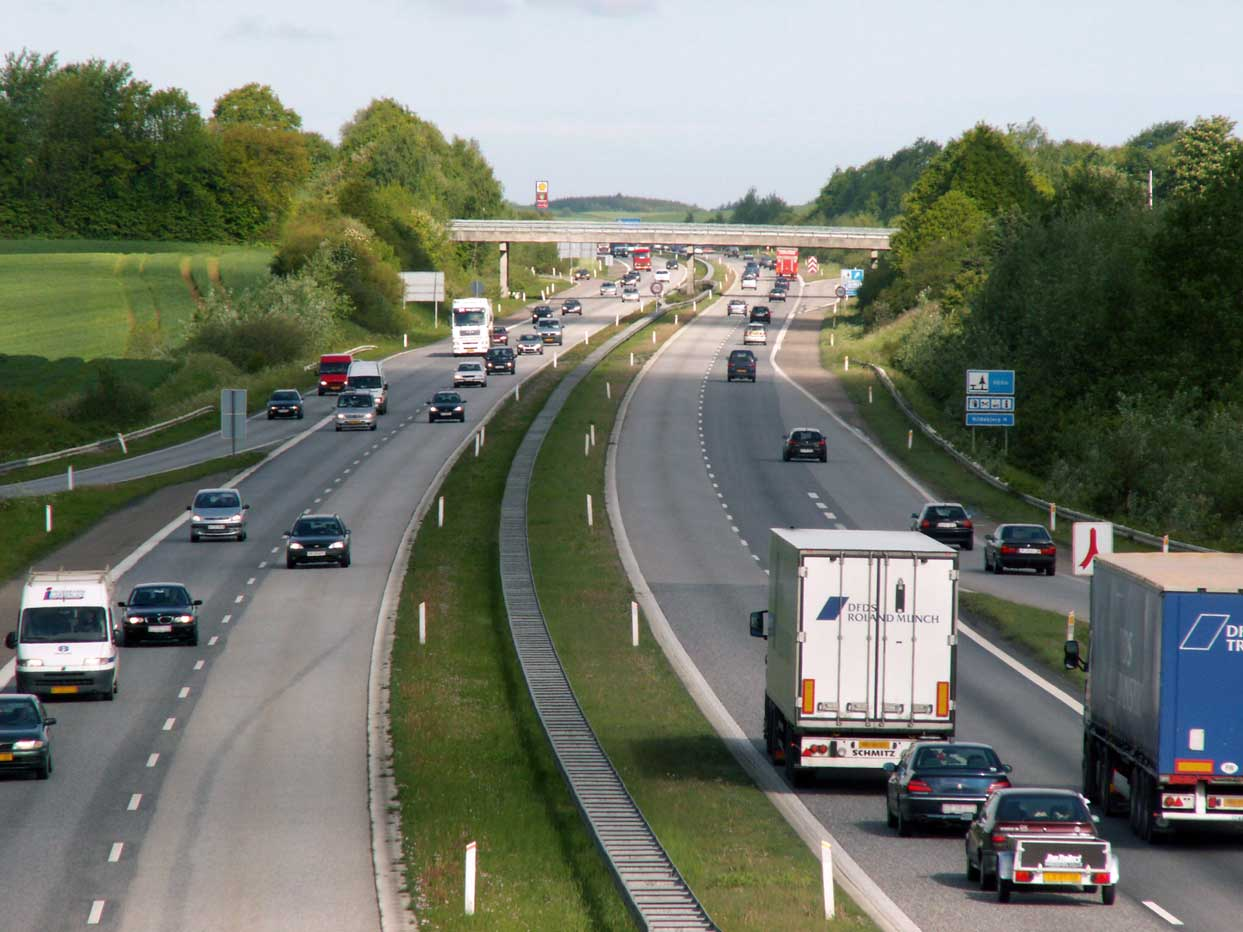
يعد طريق E20 العابر لأوروبا (هنا في الدنمارك) من الطرق السريعة ويشكل عاملا من عوامل تجزؤ الموطن.

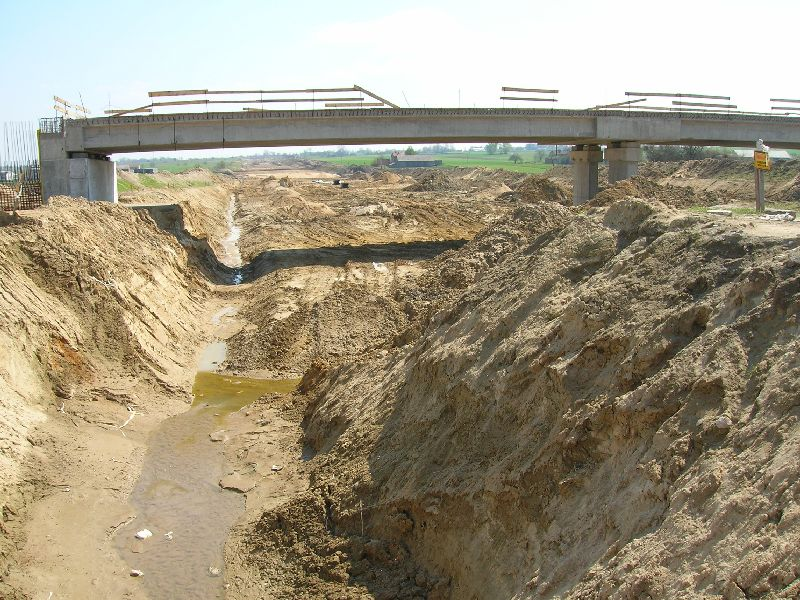
تؤثر مواقع البناء الحديثة تأثيراً عميقاً على التربة وباطن الأرض والمياه الجوفية القريبة.

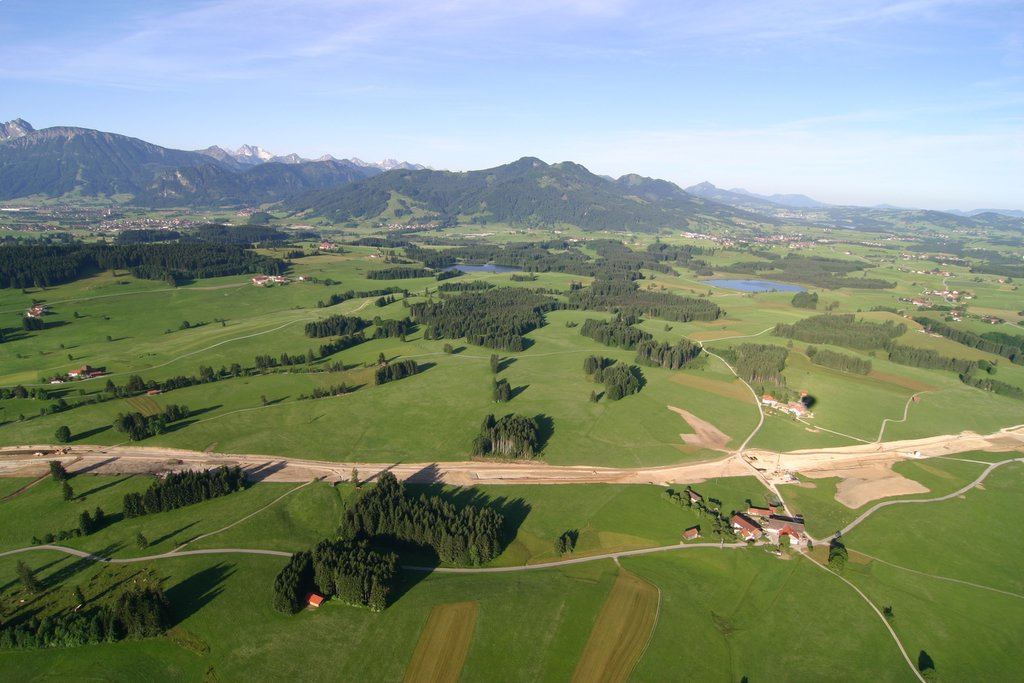
يعد إنشاء الطرق السريعة (في ألمانيا)، باستخدام تقنية الحفر/الردم أحد العوامل الإضافية لتجزؤ الطبيعة والتي تم الحفاظ عليها هنا بصورة جيدة نسبيا.

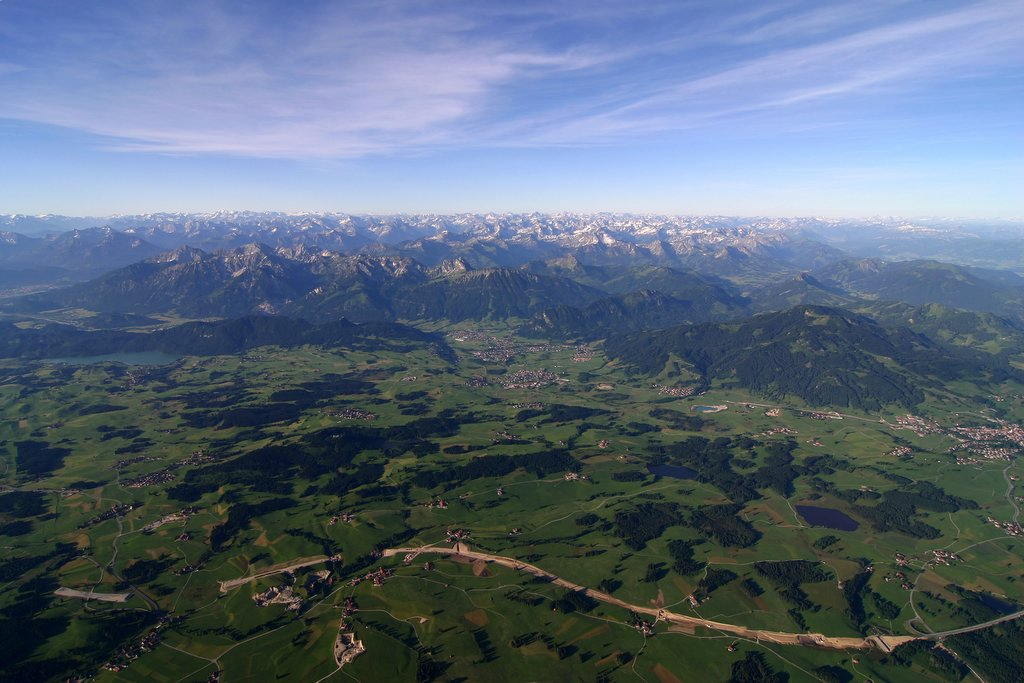
يساعد التنقل عبر النفق أو الجسر في الحفاظ على استمرارية بيئة المناظر الطبيعية والحفاظ على بعض الممرات البيئية.

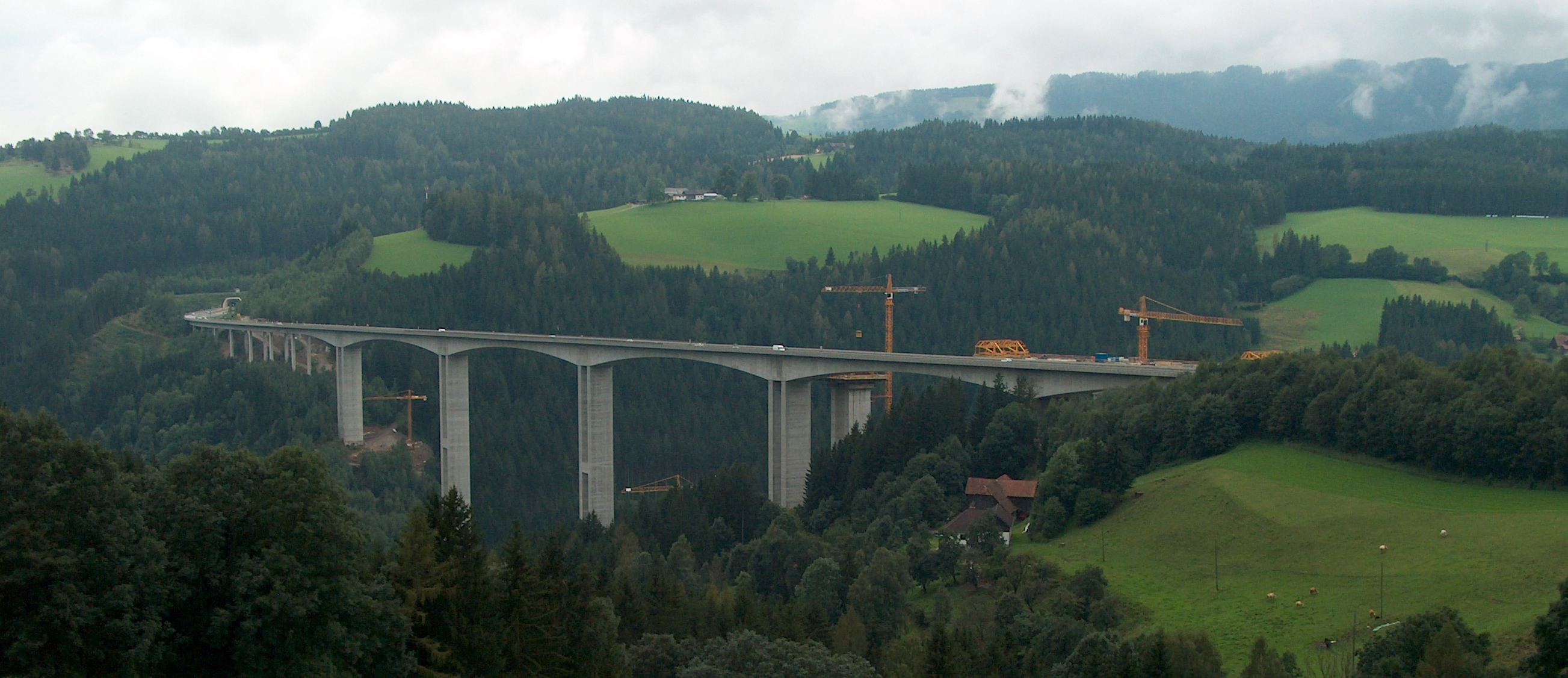
يعد إنشاء الجسور مكلفاً وله تأثير بصري كبير، ولكنه يحافظ على الاستمرارية البيئية للأراضي بنفس جودة النفق تقريبا، بما في ذلك النهر وغطائه النباتي، والممرات الحرجية (طريقA2، النمسا ،2005).

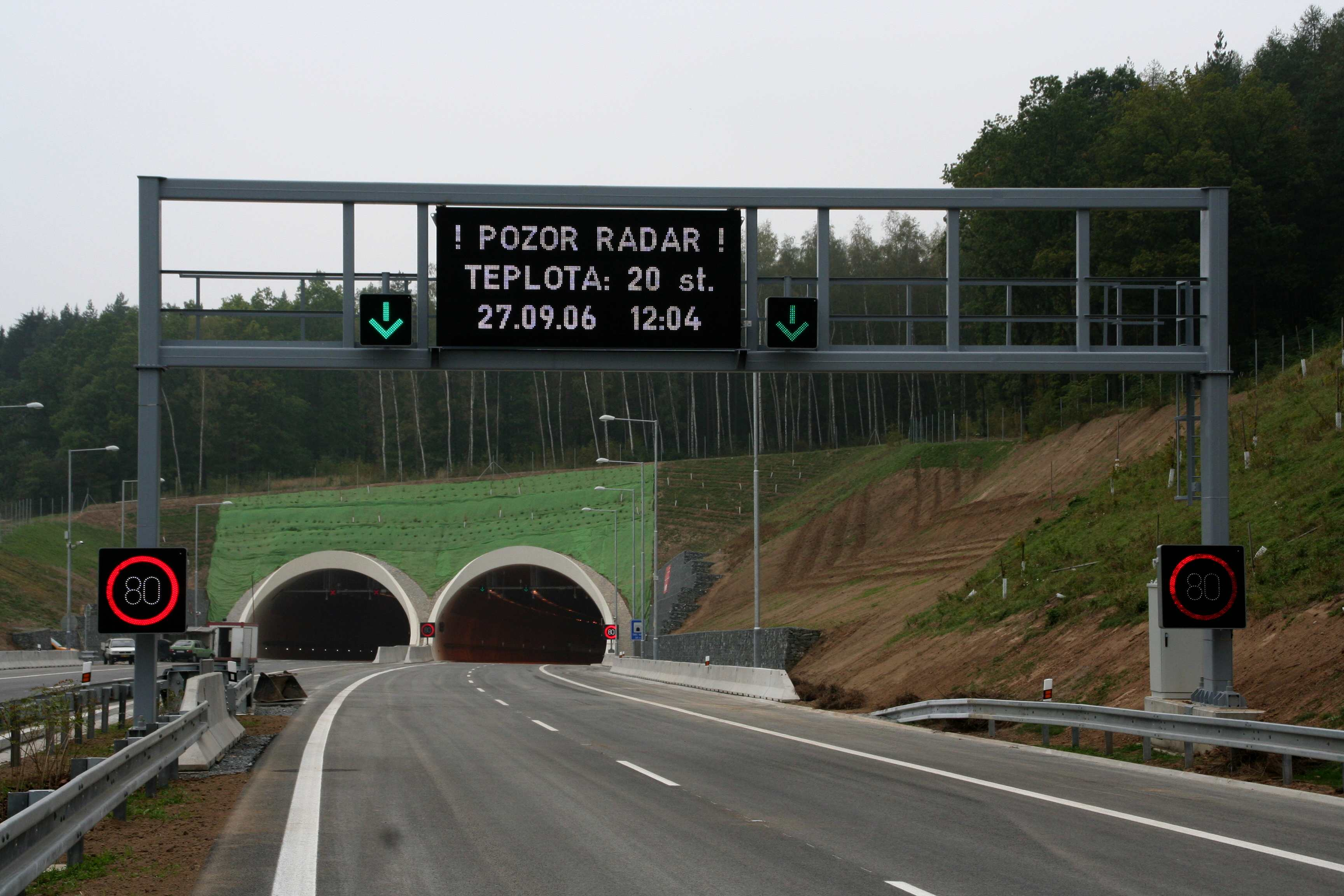
يعتبر النفق أفضل من الخندق المغطى حيث يسمح بالإبقاء على مناطق المناظر الطبيعية سليمة، ولكن تكلفة بناءه وصيانته مرتفعة وهو أكثر خطورة من الطريق العادي.

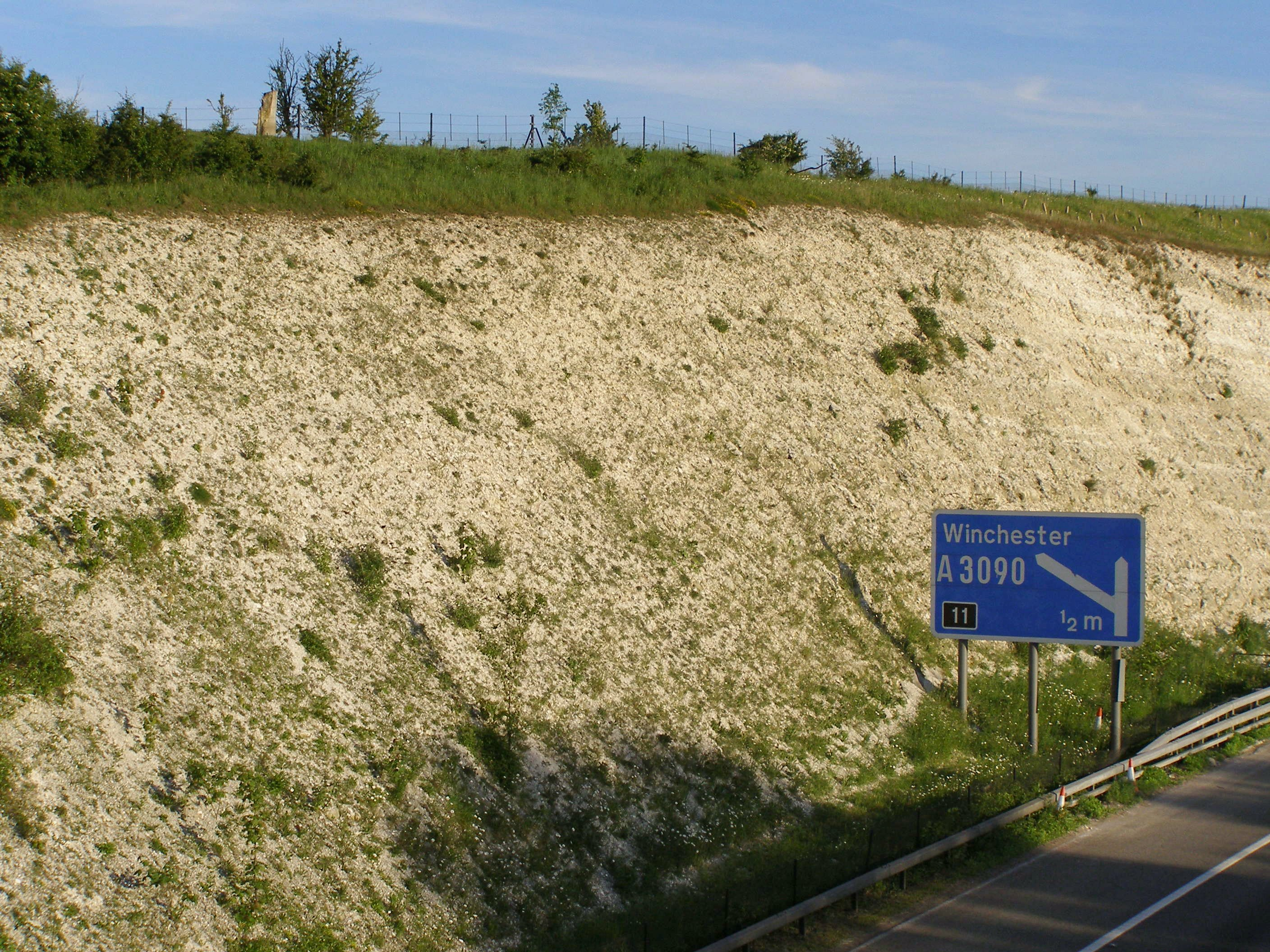
تأوي بعض البيئات الجديدة مثل هذا المنحدر، بعض الأنواع الرائدة التي أصبحت نادرة أو النباتات السحلبية (الأوركيد)، ويمكن العثور على نبتة من كل اثنتين في فرنسا على جانب الطريق، وبإمكان تنسيق الحدائق المستدامة أن تعززهم.

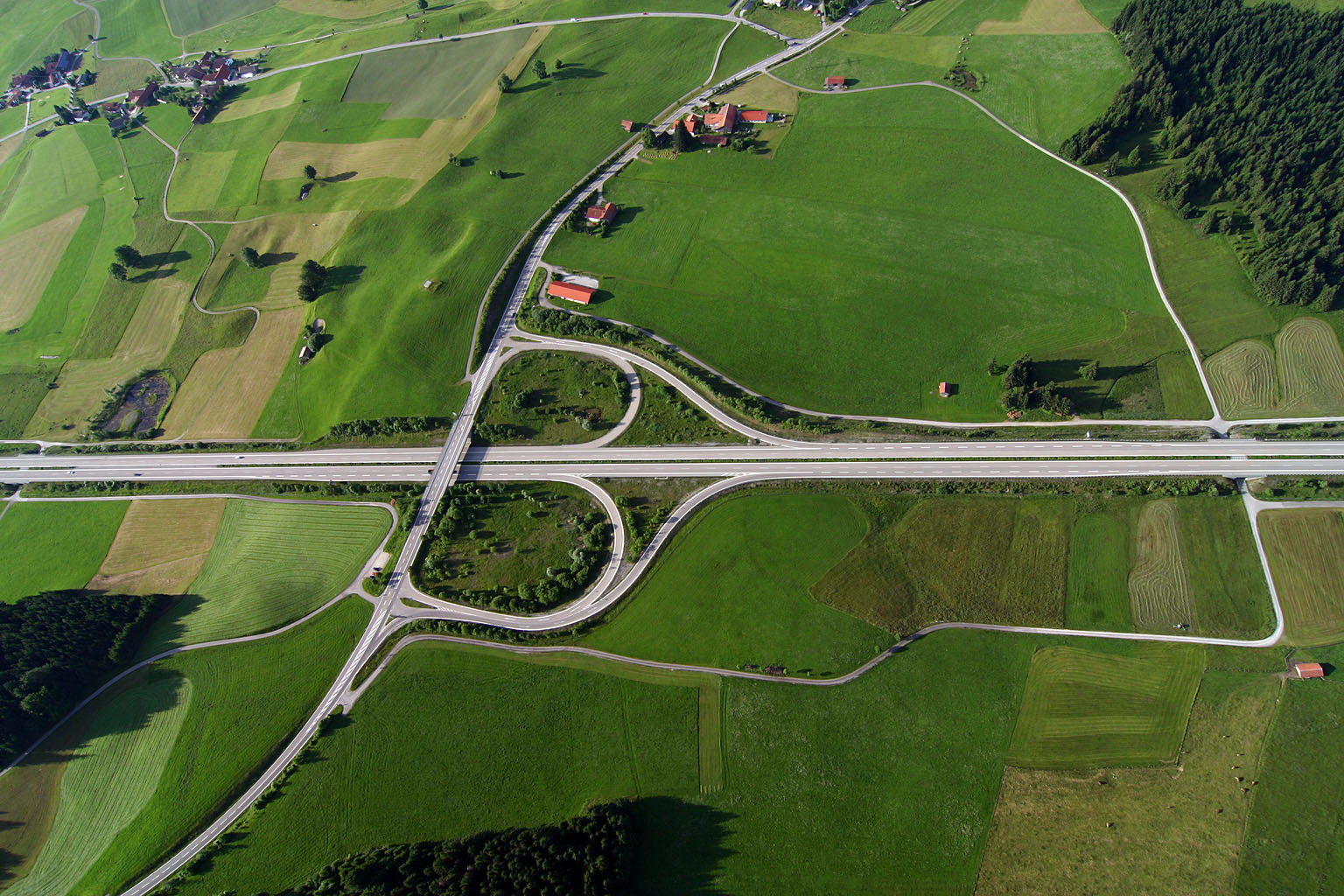
على الرغم من جهود المناظر الطبيعية والترميم البيئي إلا أن مفارق الطرق والطرق الفرعية لاتزال تُسهم بتجزؤ إستمرارية بيئة المناظر الطبيعية (ألمانيا، يونيو 2005).

يترتب على إنشاء شبكات الطرق العديد من التأثيرات على الكائنات الحية ومواطنها:
- استهلاك المساحات بواسطة محاجر البحص ونقل المواد، ومن ثم تدمير المواطن من خلال شغل مساحة الطرق، أعمال الحفر، الصرف الصحي، التغيرات الناجمة من استخدام التربة (استصلاح الأراضي، إعادة توطين الأنشطة).
- استهلاك الطاقة الأحفورية من خلال الخرسانة الاسفلتية والتي تتكون من 4إلى6 % من الأسفلت والذي يتطلب إنتاجه تسخينه بدرجة حرارة تبلغ 140 °Cإلى 170 °C (700 ميجا/ طن وفقاً لاتحاد نقابات صناعة الطرق الفرنسية). ويستهلك تغطية 1 كم من الطريق السريع 2×2 ممرين بالخرسانة الاسفلتية 20 سم (المعدل المتوسط) 35 طن من الأسفلت و10,8 من المكافئ النفطي لصناعته. ومؤخرا يتم اختبار خرسانة اسفلتية تربط بين النبات ويمكن استخدامها في درجة حرارة أقل، وتستهلك طاقة أقل بنسبة 20 إلى 25%.
- التدهور البيئي بسبب التلوث الناجم (من خلال إنتاج الهياكل الأساسية، ثم بسبب حركة المرور، وأيضا عبر استخدام مبيدات الأعشاب والتمليح أو حتى في مواقع البناء والصيانة أو نتيجة للتلوث العرضي).
- موت المجموعة الحيوانية: الدهس أو الإصابة عبر الاصطدام بالمركبات، وهو (أثر القتل على الطرقات Roadkill) فعلى سبيل المثال في فرنسا هنالك 23,500 حالة اصطدام ُمكلف سنويا مع الحافريات الكبيرة (كل الطرق والكائنات مجتمعة)، وتتزايد هذه الظاهرة مع زيادة أعداد الحافريات الكبيرة: ونتيجة لذلك ارتفع عدد الحوادث في فرنسا من حوالي 3700 حادث اصطدام في تعداد عام 1984-1986 ليصل إلى 23,500 حالة اصطدام سنوياً بناءً على البيانات المتاحة في عام 2008 (أي حوالي ستة أضعاف مرتبطا مع زيادة عدد الأيائِل)، بتكلفة تصل من 115 إلى 180 مليون يورو؛ انظر إلى المقالة المفصلة Roadkill.[74]
- نفوق الحيوانات بسبب زيادة الافتراس على أطراف الطرق من خلال (الأثر الحافي) أو (أثر الحدود): أحد اثار التجزؤ البيئي، وتعزيز الحواف الاصطناعية والحدود البارزة للطرق من حركة و (فعالية) بعض الحيوانات المفترسة، فضلا عن زيادة مواطن ضعف فريستهم.[75][76][77]
- التغيرات المناخية فوق وعلى حواف الطرق.
- التلوث الضوئي الذي يؤثر على التنوع الحيوي والذي يثير الايقاعات الحيوية الأساسية متزامنة مع تعاقب الليل والنهار. وبالإضافة إلى ذلك، فإن إضاءة الطرق ُتعد فخ مميت لبعض الكائنات، وفي المقابل فأنها تصد الكائنات التي تهرب من الضوء «lumifuges».

ويأتي التأثير على التنوع الحيوي خاصة من فقدان سلامة بيئة المناظر الطبيعية الناتج عن التجزؤ المتزايد للمناظر الطبيعية. ويعد هذا التجزؤ ظاهرة حديثة وجديدة في تاريخ حياة الكوكب. وتُعد اثاره معقدة وغير مؤكدة على المدى المتوسط والمدى البعيد، ولكن يمكننا ملاحظتها ضمن أمور أخرى كتأثير (الحواجز البيئية)، ومن خلال ظاهرة العزل المكاني (انخفاض حجم واعداد «الأماكن» الطبيعية + زيادة بعد المسافات بين «الأماكن»، الخ)، على حساب التنوع الحيوي. 
وعلى الرغم من أن مصدات الطريق (وتنقل البشر والمركبات) تعزز من انتشار بعض الكائنات الدخيلة واسعة الانتشار (نبات البَطْبَاط الياباني، نبات السلجم، وربما المعدلة وراثيا على سبيل المثال في أوروبا)، ويتعرض الجزء الأكبر من المجموعة الحيوانية وجزء من النبيت إلى فقر جيني في نهاية المطاف أو تختفي في نهاية المطاف نتيجة ظاهرة العزل المكاني الناجمة من الطرق والزراعة. ويلاحظ انخفاض للكائنات النادرة، المستوطنة أو ذات البيئة المخصصة لصالح الكائنات المشتركة، واسعة الانتشار أو الدخيلة.
ويشكل الطريق وطبقته السفلية حاجزاً يصعب اختراقه للغالبية العظمى من المجموعة الحيوانية، بما في ذلك الكائنات القادرة على الطيران وبصورة أكبر الكائنات الحية الموجودة في التربة. وفي الواقع، من خلال إدخال تغييرات محلية جدا ولكن شديدة لبعض الأوضاع البيئية (مثل درجة الحرارة، رطوبة الهواء، السطوع، التعرض للرياح والحيوانات المفترسة، السكون، طبيعة التربة، الخ) فإن كل طريق أو بيئة معادية جدا لمعظم الكائنات.
وتضطرب حركة الحيوانات النهرية وهجرة أنواع أخرى من الطيور، بسبب الضوضاء (منها الموجات تحت الصوتية الغير مسموعة من البشر)، والاهتزازات، والروائح أو الإضاءة، تنبيه أو إخافة العديد من الكائنات الحية وتشمل الزواحف والبرمائيات والخفافيش، الخ. وبالنسبة للحيوانات التي تجرؤ على عبور الطريق، فإن الوفيات الناجمة من الاصطدام هي أيضا عامل مهم في فقدان التنوع الحيوي.

### الأسفلت
يُعد القطران النقي ذا سمية كامنة، وتنبعث منه بشكل خاص الهيدروكربونات العطرية متعددة الحلقات والمشتبه بكونها مسرطنة أو مُطفرة.
وتشغل الطرق ومواقف السيارات الآن مساحة كبيرة من الأراضي في البلدان المتقدمة. فعلى سبيل المثال في الولايات المتحدة وحدها، تعادل هذه المساحة نصف مساحة إيطاليا.
ولهذا الامر عواقب بيئية عديد منها:
- مقاومة الماء: يسمح هذا السطح المغطى بالأسفلت بجريان المياه المحملة بمختلف الملوثات (بما في ذلك العديد من المعادن واملاح إزالة الثلوج).[80][81] ويوجد في البلدان الغنية أحواض لاحتجاز المياه وأحواض لمعالجة مياه الأمطار المتراكمة أو المعالجة المسبقة للمياه شديدة التلوث والتي يمكن تصفيتها قبل دخولها شبكة المياه، ولكن لم تعد المياه التي يتم اعتراضها تغذي المياه الجوفية مما يسهم بالتالي في حدوث الفيضانات. وفي البلدان الفقيرة، عادة ما تذهب المياه الملوثة بشكل مباشر إلى المياه الجوفية، المستنقعات، المجاري المائية أو الابار. ومع ذلك فإن بعض الملوثات تنتقل في الهواء (البنزين، الجسيمات الدقيقة) ولكن تسقط (على نطاق واسع بين 25 إلى 30 متراً من جانب الطريق) وتتسرب إلى التربة بشكل جزئي (المعادن الثقيلة) أو تنساب مع مياه الأمطار.
- الوضاءة والمناخ الأصغري : يقلل الأسفلت الأسود تحت اشعة الشمس من وضاءة التربة؛ ويراكم القطران والطريق من الحرارة التي تستعيدها في الليل، مما يسهم في إنتاج مناخ أصغري قاحل والذي يعزز الحواجز البيئية التي تشكل طريقاً للوحيش المجهري، باستثناء عدة أنواع (السمندر الناري بعد هطول المطر أو الزواحف) التي تنجذب إلى الطريق للحصول على الدفء، مما يجعلهم أكثر عرضة للدهس.
- التلوث: تتسرب وتلوث السوائل المختلفة (الزيت، الوقود، محتويات البطارية، مانع التجمد، زيت الفرامل، زئبق مفتاح التلامس ...الخ) التربة والمياه الجوفية بشكل تدريجي وبشكل خطير أحيانا. لاسيما أثناء الحوادث، وعند احتراق المركبات أو الإطارات، ويمكن للقطران أيضا أن يحترق مُصدراً دخان أسود سام بحد ذاته. ومن الممكن تخفيض بعض المخاطر عن طريق الاستعاضة بالأنظمة الكهربائية، استخلاص الطاقة من قنوات البخار أو زيادة الكفاءة واستخدام منتجات أقل سمية. وغالبا ما يكون باطن الأرض ملوثاً في محطات البنزين عند نهاية دورة حياتها. وفي فرنسا يمكن دمجها في قواعد البيانات المتعلقة بالتربة الملوثة (BASIAS وBASOL).

### دهان الطرق
يؤثر دهان الطرق على البيئة. ويشمل الدهان الاشارات المطلية على الاسفلت مثل الخط المتصل، والخط المتقطع، والخط المتصل الموازي لخط متقطع، والخط المتقطع (أفسح الطريق) لمعبر المشاة، والأسهم، واماكن وقوف السيارات.. الخ. والذي يجب طلائها وإعادة طلائها بعد اهتراءها نتيجة مرور المركبات. وبالإضافة لتصنيع الدهان، فهنالك تصنيع الحاويات التي تحتوي على الدهان والتي تصبح بعد استهلاكها نفايات، وتصنيع وصيانة الآلات التي تنشر الدهان على الأرض بالإضافة إلى فرش الطلاء.

### الإشارات الضوئية واللافتات المرورية
ينطوي تصنيع اللافتات المرورية المثبتة على الطرق، إلى جانب تصنيع الإشارات الضوئية، فضلا عن الكهرباء التي يستهلكونها على تأثيرات بيئية.

### الآثار الثانوية
تتسبب البنية التحتية للطرق بتغيّر جذري في المناظر الطبيعية عبر آثارها المستحثة. وفي الواقع، غالبا ما يلي إنشاء الطرق استصلاح الأراضي أو تشجيع الزراعة المكثفة، الضواحي أو الهجرة القروية مما يؤدي إلى تنامي التغير الاصطناعي في الاقاليم على حساب المنظومة البيئية أو النظام الزراعي التقليدي. وتُلاحظ هذه الظاهرة حتى في الغابات الاستوائية حيث تُقدم الطرق كوسيلة للانفتاح والتنمية والتي تعد مصدراً لتسارع تدمير الغابات. وفي البرازيل، يلقب طريق BR-136 البالغ طوله 1770 كم بطريق سوجا. وهنالك كانت المناشير مصفوفة بمحاذاة الطريق في الوقت الذي كان الملاك الكبار والصغار أو الشاغلين غير الشرعيين يقومون بقطع الغابة عن طريق طرد الهنود الحمر من أجل محصول واحد من الصويا. ووقعت 80% من عمليات إزالة الغابات في منطقة الامازون على بعد اقل من 50 كم من الطريق. وتعد عواقب الطرق أكثر تدميراً من الطرق نفسها. وكانت غابة غيانا بلا شك محمية بسبب وجود طريق ساحلي واحد فقط (RN1) لفترة طويلة وعدم وجود ميناء كبير. ولديها الآن طريق سريع يقطع منطقة الامازون من شرقها إلى غربها (RN2).

### استهلاك الطرق للمواد الخام
تستهلك عملية بناء وصيانة الطرق بالرغم من تقنية الحفر/الردم مواد خام للطبقة التحتية (مواد سامة بدرجات متفاوتة وخاملة احيانا)، البحص، المشتقات النفطية (الأسفلت، الوقود، المبيدات..)، الجير الهيدروليكي و/أو الاسمنت كمادة رابطة لطبقة الأساس أو للأعمال الفنية.. الخ. ويستهلك انتاجاهم، ونقلهم، وتنفيذهم بواسطة المعدات الثقيلة، وأعمال الحفر لوضع الطبقات كميات كبيرة من الطاقة، وتنبعث منها الملوثات في الهواء والتربة والماء وتولد النفايات (قابلة للاسترداد جزئيا وتقريبا قيمة). وتسمح بعض الاتفاقيات والقرارات أو الاستثناءات لبعض الصناعات (صناعة المعادن، المحارق ومحطات توليد الطاقة الحرارية على وجه الخصوص) بإعادة تدوير بعض النفايات (النفايات المعقمة، خبث المعادن، رماد القاع، الرماد..الخ) تحت أو في الطرق، وأحيانا بمواصفات معينة (المواد الخاملة ، الخارجة من مناطق الفيضانات، المناطق الرطبة أو السكنية).

### الآثار الهيدروليكية
غالبا ما تكون البنية التحتية للطرق منيعة. ويكون باطن الطرق الحديثة مهيأً ومستقر، بسبب مزج التربة والجير والاسمنت مما يشكل قاعدة سميكة وتقريبا صلبة كالخرسانة. وبالتالي، يمنع الطريق وقاعدته من تسرب المياه إلى المياه الجوفية وأحيانا المرور الافقي لجريان المياه السطحية وكذلك طبقة المياه الجوفية السطحية. ويتلوث الماء بشكل أكبر عند جريانه على الطرق والمناطق المحيطة بها، بما في ذلك الملح ومخلفات الرصاص في ذلك الوقت حينما كان وقود السيارات غني بالرصاص.
وكثيرا ما كانت الطرق تخضع لأعمال الحفر، مقترنة بأنظمة تصريف المياه وإنشاء الخنادق والتي أدت أيضا إلى تغيير الهيدروليكية الطبيعية أو المواقع المعنية السابقة، فضلا عن تدفقات اعلى المجرى المائي / أسفل المجرى. وكثيرا ما أدت الطرق إلى تفاقم الفيضانات والجفاف. وتعد بعض الطرق وعملية إزالة الغابات المفروضة أو المسموح بها مسؤولة عن الانهيالات الوحلية والانهيارات أو الانهيالات الأرضية.  وتمت معايرة المعابر المائية سابقا في الفيضان المئوي، ولكن أدت الممارسات الزراعية وربما التغير المناخي إلى تفاقم وتيرة وشدة الفيضانات والتي لا يمكن للطرق والجسور أن تصمد امامها دائما.

### الغبار والهباء الجوي الناشئ من الطرق

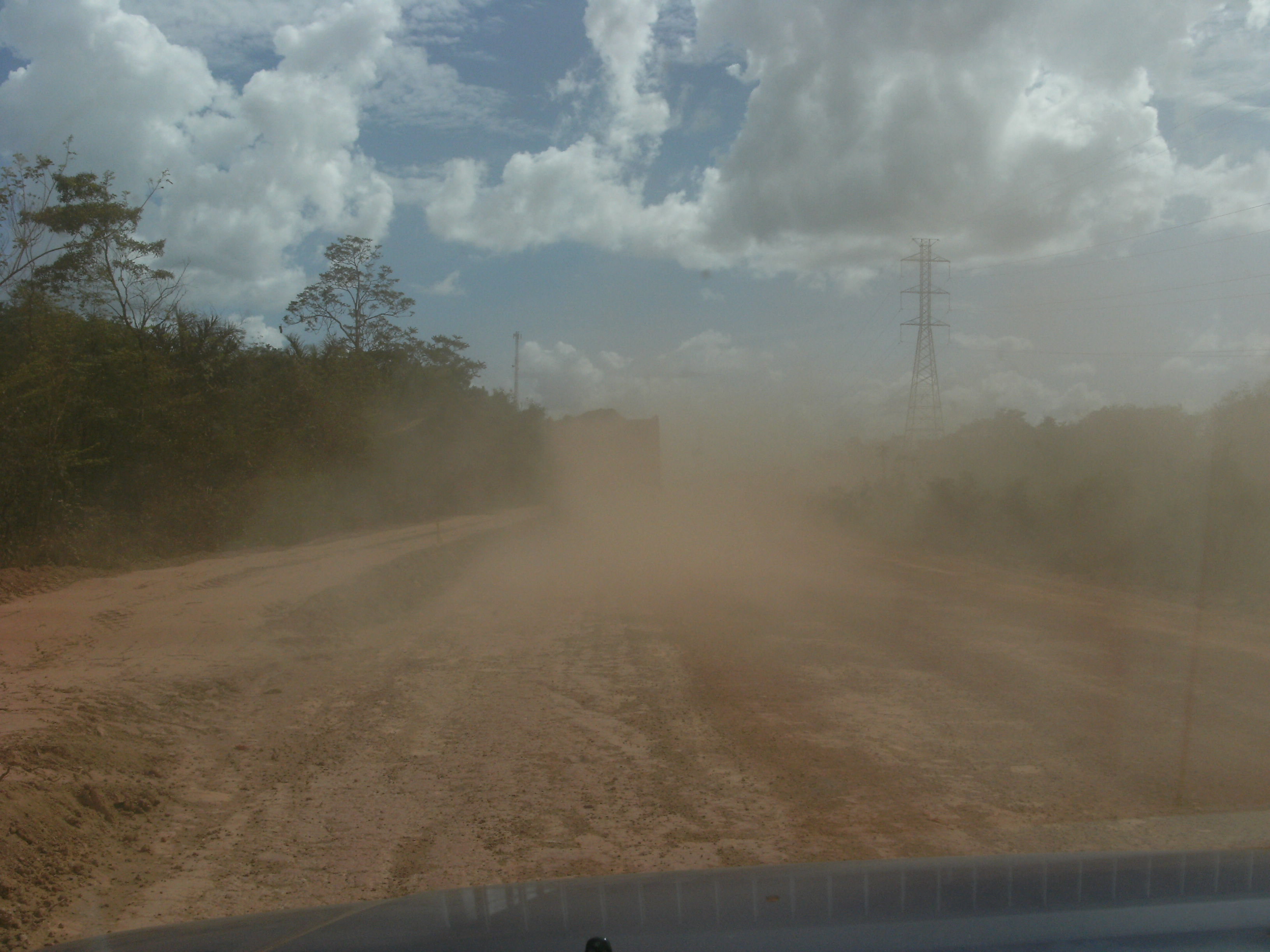
في منطقة الامازون وعلى مرتفعات غيانا، غالبا ما تحتوي التربة بطبيعة الحال على زئبق بمعدل أكبر من التربة في المناطق المعتدلة، وتنتج الطرق اللاتيريتية في موسم الجفاف الكثير من الغبار وفي موسم الأمطار الأراضي الموحلة.

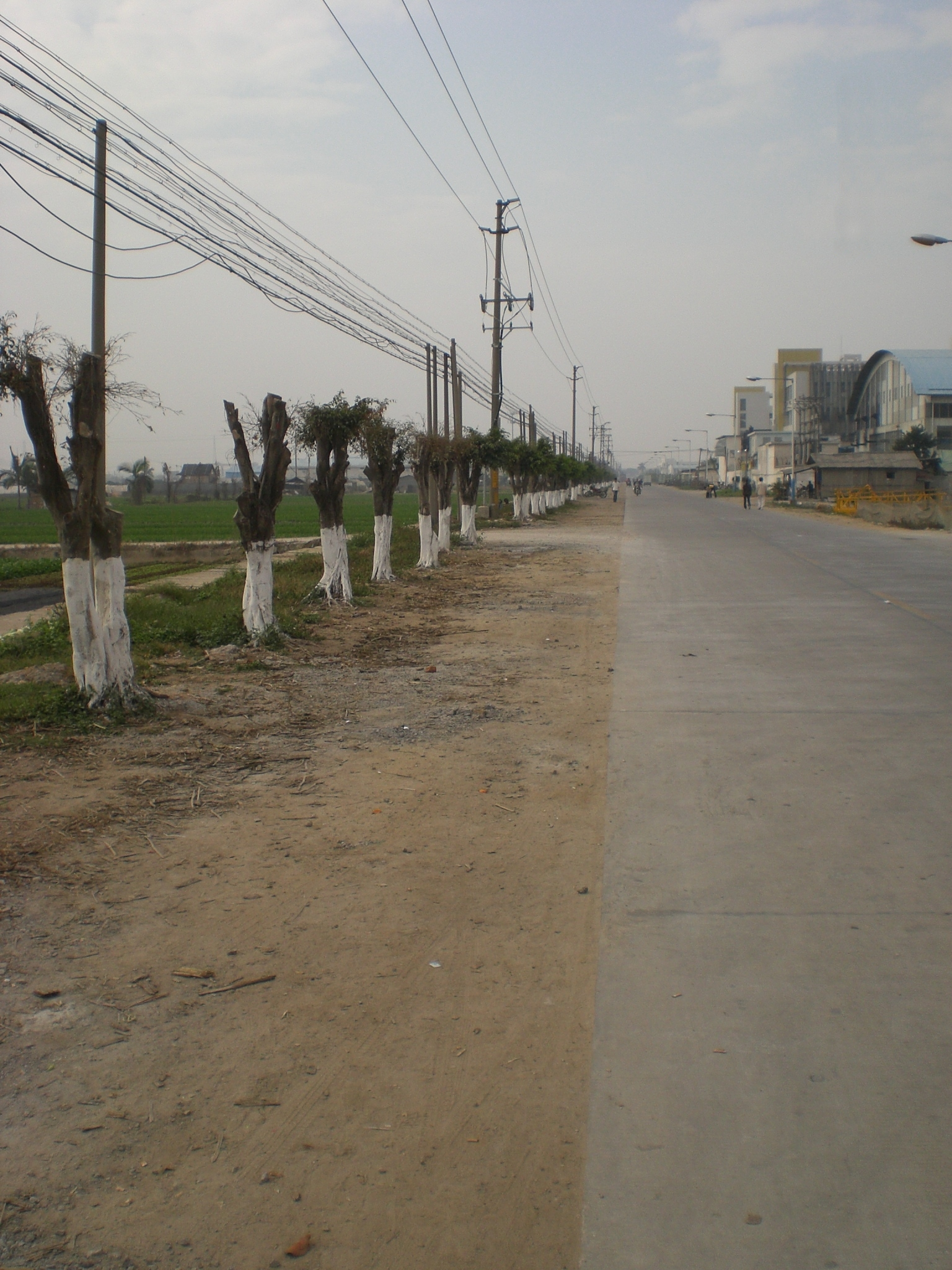
في المناطق الاستوائية غالبا ما يكون جانب الطريق ترابي، ويُستخدم من قبل المشاة، والدراجات الهوائية، والحيوانات.

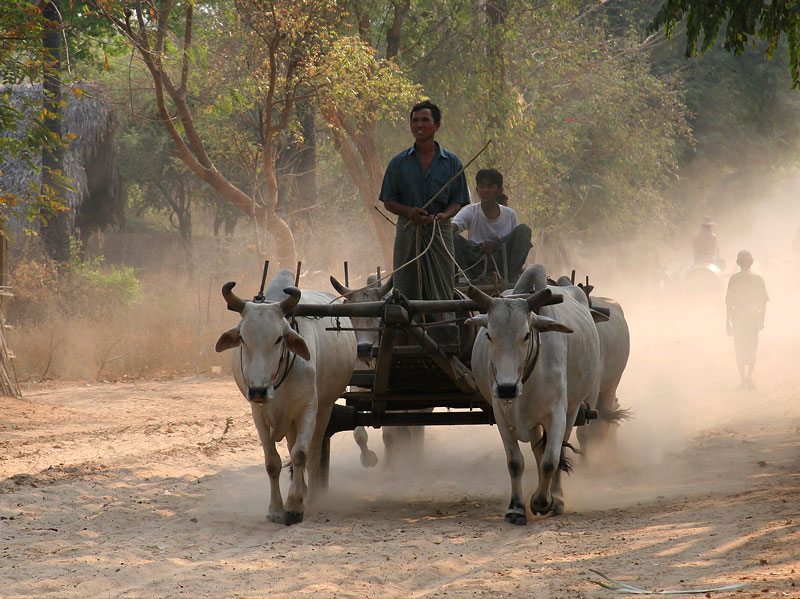
في التربة الناعمة والجافة حتى عمليات الجرّ بالحيوانات يمكن أن تُصدر كمية كبيرة من الغبار.

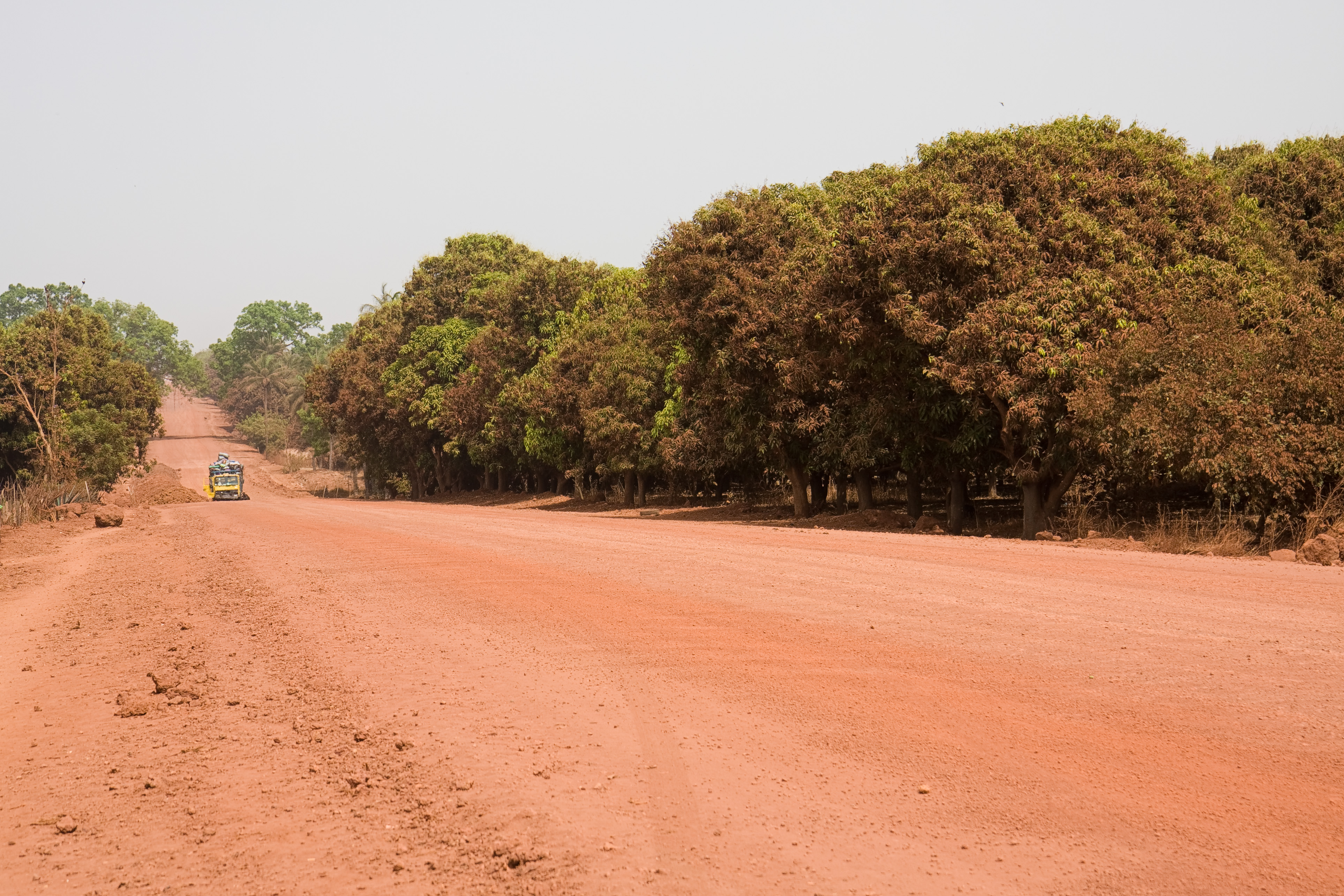
هنا في غامبيا، تحمّر الاشجار في موسم الجفاف بسبب غبار اللاتيريت الذي يصل ارتفاعه إلى أكثر من خمسة أمتار (شارع ساوث ريفير، غامبيا).

أفادت إحدى الدراسات في فرنسا (طريق A11 - مدينة نانت - 24 ألف مركبة يوميا) بأن الطريق السريع متوسط الحجم (25 ألف مركبة يوميا) يُنتج ما يقارب طن من المواد المعلقة لكل كيلومتر سنويا (1 كيلومتر من الطريق السريع = 2 هكتار)، ومنها 25 كغ من الهيدروكربونات، و4 كغ زنك، ونصف كغ من الرصاص. وتمثل مساهمة الترميل والتمليح من المواد من 5 إلى 10 طن/كم. وتوجد بعض الملوثات الجوية في مياه مجاري الأمطار.
وفي بلدان ومناطق العالم التي لا تُعبد الطرق، تكون الطرق مرصوصة وحجرية أو مغطاة بالحصى. وغالبا ما يتم تجفيف الطرق من خلال الخنادق أو رفعها لتفادي أثار الأمطار. وتتكسر التربة نتيجة المرور المتكرر للمركبات ذات الحمولة الزائدة، مما يتسبب فور جفافه بموجة غبار متواصلة. وتعد موجات الغبار هذه أكثر شدة من تلك الناجمة عن النقل التقليدي (المشي، الجر بواسطة الحيوانات، الزورق..). ودائما ما تكون الطرق في المناطق الاستوائية الرطبة والغابات الاستوائية محاور تساعد على إزالة الغابات وتصدير المنتجات المزروعة (أو الباهظة) على التربة والتي غالبا ما تكون هشة ومعرضة للتعرية.

وظهرت العديد من الاثار الغير متوقعة لهذه الظاهرة، والتي ربما تساهم بانقراض الشعاب المرجانية: وقد تعاني هذه الاخيرة على الصعيد المحلي من تداعيات الغبار الناتج عن الطرق المكونة من الشعب المرجانية المسحوقة، فضلا عن تداعيات الكمية الضخمة من الغبار المعلق في الهواء ابتداءً من الصحراء الكبرى في افريقيا وجنوب الصحراء الكبرى ثم تنتقل بواسطة الرياح ويقع في البحر بعيدا جدا عن مصدره. ويمكن أن يغير هذا الغبار من عكورة المياه ويحُول دون نمو المرجان من خلال التسبب بمرض يدعى بمرض الحزام الأسود. وتموت الشعاب المرجانية في فلوريدا والكاريبي بأسباب تتعلق بهذا الهباء الجوي (الشكل رقم 11.4 من دليل بيوتشر). وربطت الدراسات أيضا بين الموجات الهائلة من الغبار في المناطق القاحلة وبعض الأوبئة منها التهاب السحايا الذي وقع في الساحل الأفريقي (تومسون، 2006 837). وعلى سبيل المثال، في منطقة الكاريبي يمكن لحوالي 30 % من البكتيريا الموجودة في الهباء الجوي للمناطق الصحراوية أن تنتقل إلى النباتات والحيوانات والبشر. وتضاعف عدد مرضى الربو في جزيرة باربادوس 17مرة منذ عام 1973 حتى عام 2010، وكما لوحظت ظاهرة المد الاحمر على ساحل فلوريدا وهي مرتبطة أيضا بمستويات عالية من الهباء الجوي. ولا ترتبط السيارة بشكل مباشر بمصدر هذا الغبار، ولكن تعد الطرق محاور رئيسية لانتشار واستغلال البيئات السابقة من قبل الإنسان على نطاق واسع. ومن حول الطرق وانطلاقا منها تمت إزالة الغابات، وخصوصا من النيران، ثم الزراعة القائمة على الحرق، مصدراً الدخان، وموجات الرماد ثم الغبار انطلاقا من التربة المتدهورة.
ويعد الطريق والمركبات الآلية في اماكن أخرى مصدراً محلياً - مباشراً وغير مباشر على حد سواء- لغبار الهواء، وينطبق هذا بشكل خاص على البلدان ذات الطرق الغير معبدة، على سبيل المثال لا الحصر. وتُنفق المدن الكبيرة مبالغ طائلة لتنظيف الأسطح الداعمة لحركة المركبات وما حولها احيانا (آلات كنس الطريق، عربات رش الطرق، آلات الشفط، الكناسين).

### خصائص وسِمية الغبار الناشئ من الطرق
يُشكل الغبار في الهواء خليطاً معقداً من الجسيمات المعدنية، الطبيعية والبيولوجية، السامة والمسببة للأمراض لبعض الأشخاص. ويختلف تأثير هذه المنتجات ومكوناتها وفقاً للظروف، وكذلك حجم الجسيمات.
يحتوي غبار الطريق على:
- العناصر النباتية؛ وهي تشمل حبوب اللقاح وبقايا حبوب اللقاح، والأوراق الميتة وونباتات أخرى متحللة بدرجة أكثر أو اقل أو مجزأةً بدقة بشكل أكبر أو اقل، وأبواغ الطحالب والسراخس، والطحالب، والبذور التي تسقط من الأشجار أو التي تجلبها الرياح أو المياه، أو الساقطة من الشاحنات، والعربات..الخ.
- العناصر ذات الأصل الحيواني؛ وهي أعداد لا تحصى من شظايا صغيرة لجثث الحشرات والحيوانات التي قُتلت دهساً بالسيارات، والشعر، والريش والوبر الناجم عن أنواع مختلفة من الحيوانات، وكذلك البراز (فضلات الطيور، وروث الأحصنة، والحمير، والبغال، وحمار بواتو، وروث الأبقار المقدسة حيثما تتجول بالطرق، وبراز القطعان التي تتنقل على جوانب الطرق، وبعض المدن الكبرى، وفضلات الكلاب...الخ.
- البكتيريا وبعض الميكروبات؛ والذين يشاركون في تحلل المواد العضوية الموجودة على الطرق.
- الجسيمات من أصل فطري (العفن، الغزل الفطري والبَوغ الفطري).
- الجسيمات المعدنية (الصدأ، الشظايا المعدنية، بقايا العديد من المعادن (خاصة في المناطق الصناعية والحضرية).[85]
- المواد المعدنية: ويشمل الجزء المعدني الغبار والجسيمات القادمة عبر الرياح، والمفقودة من قبل الشاحنات المكشوفة أو الناجمة عن جانب الطرق، ومنها جزء صغير من الجزيئات الدقيقة أو الجسيمات النانوية المعدنية. وتنشأ هذه الأخيرة خاصة من تردي الطبقة التحتية للطرق (اهتراءها نتيجة الحركة المستمرة) أو جانب الطريق، وكذلك تهالك الإطارات وبِطانات الفرامل أو الاجزاء المتحركة الأخرى في المركبات.
- الهيدروكربونات والدهون الناجمة عن المحركات.
- السناج والذي يحتوي أيضا على الهيدروكربونات والمعادن المنبوذة من عادم السيارة. وعادة ما يحتوي السناج على أسود الكربون وحوالي 50% من الهيدروكربونات العطرية متعددة الحلقات وبقايا المعادن.
- الحمولة المعدنية الناجمة عن البيئة واهتراء الطبقة السفلية للطريق. وعندما يكون هذا الأخير متدهور للغاية ويستخدم كمركز حرق، محطات توليد الطاقة من الفحم أو النفايات المعدنية في أعماق طبقة الطريق فإنه من المرجح أن يحتوي الغبار على معادن ثقيلة وملوثات مختلفة (على سبيل المثال الملوثات العضوية الكلورية). وفي الجبال أو في البلدان الباردة، تؤدي الإطارات المرصعة أو المليئة بالسلاسل إلى تحطيم الطبقة السطحية للطرق ومواقف السيارات، الخ. ويساهم بالغبار الصيفي الناجم عن الطرق. وفي المدن من الممكن أن تتراكم العديد من شظايا الزجاج المكسور في ثقب الطريق لتحتشد مجدداً خلال العواصف أو بعض أنواع التنظيف (لاسيما منفاخ الثلج).
- الإطارات والتي تتسبب ذاتها بتلوث الهواء. حيث يُحمل الهواء المحيط بالجسيمات البلاستيكية ويتدفق بشكل مستمر من خلال اهتراء إطارات السيارات، وأيضا عبر الياف النسيج الاصطناعي.[86]
- وحتى السيارات الكهربائية تنبعث منها الجسيمات بسبب اهتراء الإطارات والفرامل والأرصفة.[87]

ويثار جزء من هذا الغبار ويتعلق باستمرار من قبل الاضطراب الناجم عن المركبات أو بسبب الرياح حينما تكون شديدة والطريق جاف. ويكون الغبار الجوي والهباء الجوي أكثر كثافة في حالة تواجد الطريق مما هو عليه في حالة غيابه، ويزداد تواجدهم بشكل أكبر عندما يرتاد هذا الطريق عدد كبير من المركبات. ولا يتواجد الغبار المعلق في الهواء تحت الأمطار أو عندما يكون الطريق مبللا، ولكن يبقى بعد ذلك بصورة جزئية في (الرذاذ) ويمكن أن تُشكل الحبيبات من بينهم الهباء الجوي المحمول جوا بمسافات متفاوتة، ويمكن استنشاقه.
وكلما كان هنالك العديد من المركبات وحينما تكون الطرق غير معبدة، يمكن أن يكون الغبار الناجم عن تدهور الأرصفة ومن حركة المرور شديداً.

وعلى سبيل المثال، أظهرت دراسة علمية أجريت في مدينة حيدر آباد في الهند (مدينة يبلغ عدد سكانها 3.7 نسمة في عام 2005) أن غبار الطرق (PM10 وPM2.5 وعلى التوالي تحتوي على جزيئات اقل من 10 و2.5 ميكرون) أسهم بنسبة 33% من اجمالي تلوث الهواء لهذه المدينة. ويعادل تقريبا التلوث الناجم عن المركبات (بلغت نسبته وقت الدراسة 48% في نفس المدينة) والباقي يأتي من احتراق الكتلة الحيوية والفحم الحجري (الطبخ، تسخين المياه...). إلا أنه في حالة الغبار المفقود من الطرق الغير معبدة، فإن الغبار متناهي الصغير يكون أقل تمثيلا من PM10 (يصدر 19 إلى 30% من PM10 بواسطة الطرق، وفي المقابل فإنه «فقط» 5 إلى 6 % من PM2,5 أكثر خطورة). واظهرت هذه الدراسة في الهند أيضا، أن مستويات البلاتين والبالاديوم والروديوم الموجودة في غبار الطرق كانت غير طبيعية، بالرغم من أنها كانت بكمية أصغر من المدن الغربية الكبرى. واحتوت عينات الغبار 1,5 إلى 43 نانوجرام/ غرام من البلاتين و1,2 إلى 58 نانوجرام/ غرام من البالاديوم و0,2 إلى 14,2 من الروديوم. وتُعد هذه المعدلات أعلى بكثير من تلك الموجودة في التربة الطبيعية نظرا لوفرة مجموعة المعادن البلاتينية في القشرة الأرضية حيث كانت ضئيلة جدا (اقل من 1 نانوجرام/ غرام) وكانت أكثر ارتفاعا في عينات غبار تقاطعات الطرق وقرب إشارات المرور وحينما تكون حركة المرور كبيرة وغير منظمة (مقارنة بالطرق قليلة الزحام). ويشير ترابط الثلاث مواد (البلاتين والبالاديوم والروديوم) وبالارتباط مع الزركونيوم (Zr) والهافنيوم (Hf)والإتريوم (Y) إلى أن منشأهم مشترك والذي يبدو انها المحولات الحفازة فقط، ويفترض بانها تفقد المواد الحفازة بشكل أكبر من الطرق التي بحالة سيئة أو عند قيادة المركبة مع الضغط على المكابح والتسارع بشكل مستمر، التوقف وإعادة التشغيل. وتعد هذه المعادن الجديدة الملوثات الجديدة للهواء، والتي «تتراكم في البيئة وتثير المخاوف بخصوص صحة الإنسان والمخاطر البيئية».
وبالإضافة إلى ذلك، ففي المناطق التي تكون حركة المرور فيها كثيفة فإنه من الممكن لجزء كبير من الغبار أن يتكون من الجسيمات الصغيرة جدا (خاصة الجسيمات النانوية) ومسببات الحساسية جزئيا متدهورة بدقة، وبالتالي فإنه من المحتمل أن تتغلغل بعمق في الرئتين.

## الصحة والسلامة

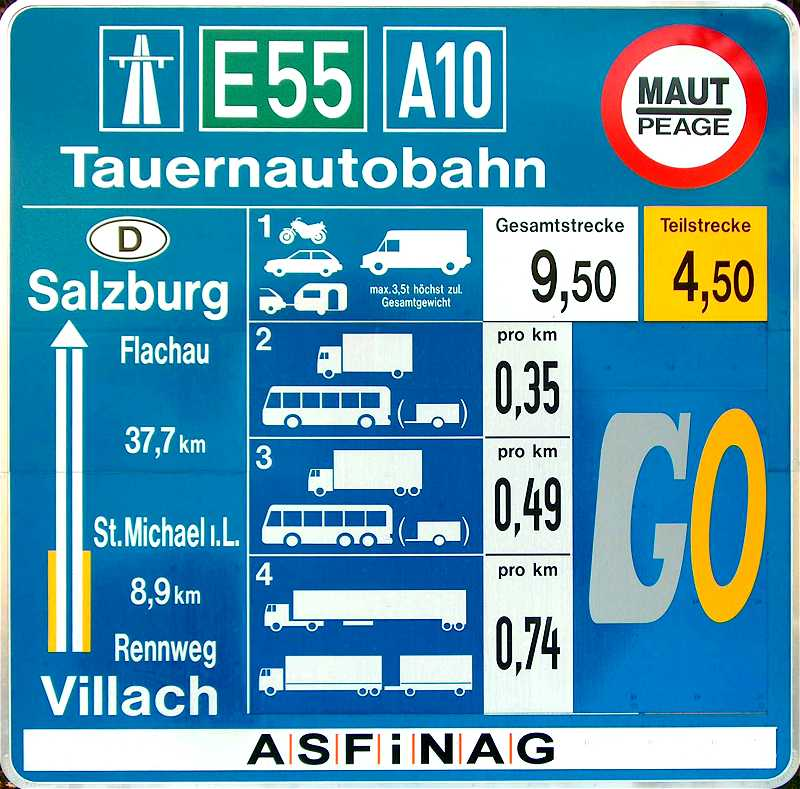
تخضع الطرق السريعة لإجراءات خاصة فيما يتعلق بالسلامة على الطرق وتسعى البلدان لمجانستها.

توفي في عام 1969 حوالي 200ألف شخص بسبب حوادث المرور وقرابة 540 ألف في عام 2003. ويُعد السائقون الشباب، والمشاة، والدراجون، والأطفال، وكبار السن معرضون للخطر بشكل خاص. ووفقاً لدراسة أجرتها منظمة الصحة العالمية المنشورة عام 2009 فإن حوادث الطرق تُعد السبب الرئيسي للوفيات بين الشباب الذين تتراوح أعمارهم بين 10 و24 عاماً. وتهدف رخصة القيادة، وحدود السرعة، ومكافحة تعاطي الكحول، والضوابط المفروضة، والتقدم المفروض على المصنعين وتحسين تصميم شبكة الطرق إلى تحسين السلامة على الطرق.

 وتم البدء في عام 1990 بتحسين دراسة (التطوير المنهجي ولاسيما بالنسبة للدراسات الحشدية بفضل التقدم بالقياس (علم القياس)) الروابط بين الصحة وتلوث الهواء في المدن، وبما في ذلك الولايات المتحدة التي تشهد زيادة الإصابة بالأمراض (خاصة السرطان) بالقرب من مناطق حركة المرور الكثيفة. وكذلك ارتفع معدل الوفيات في المدن الأمريكية حيثما ازدادت الحركة المرورية. وفي فرنسا التي لديها أسطول من مركبات الديزل أكثر مما هو الحال في بلدان أخرى، وحيث ثبت بأن وقود السيارات الذي يحتوي على رصاص يتسبب بمشاكل التسمم بالرصاص ومن الممكن أن تضل كذلك حيثما لايزال الرصاص في وقود السيارات مسموحا به أو حيثما لم يتم حظره الا مؤخرا. ويستغرق جسم الإنسان ما يقارب عشرين سنة للتخلص من 80% من الرصاص المتراكم في العظام (تعالج العظام 90 إلى 95% من الرصاص الممتص)؛ واظهرت العديد من الدراسات في السبعينات أن ضباط المرور تأثروا بشدة بسبب تلوث السيارات، فعلى سبيل المثال بعد 45 يوم عمل في تقاطع الإسكندرية، كانت مستويات الرصاص في الدم عالية جدا لدى ضباط المرور وكان اداءهم بالاختبارات النفسية الحركية أقل مقارنة بمجموعة من عمال النسيج في نفس العمر والمستوى التعليمي (في هذه الدراسة كان متوسط مستوى الرصاص في الدم لهؤلاء الضباط 68,28 ± 13,22 ميكروجرام/ديسيلتر) أي أكثر من ضعف الحد الأعلى المقبول في ذلك الوقت ، والذي حدد بهذا البلد ب 30,00 ميكروجرام/ديسيلتر). ويمكننا عزو كل الأعراض السلوكية العصبية المكتشفة لدى الضباط إلى الرصاص. وانخفض مستوى الرصاص بالدم بشكل سريع في البلدان التي حظرت الرصاص في وقود السيارات، الامر الذي لا ينطبق على الصين وبعض البلدان مثل نيجيريا حيث لايزال وقود السيارات يحتوي على نسبة كبيرة من الرصاص. وفي أماكن أخرى فإن البنزين (مُطفر ومُسرطن) الذي حل محل الرصاص أو المعادن البلاتينية السامة المفقودة عن طريق المحولات الحفازة، والتي تُعد مصدراً للتلوث المزمن الجديد والذي يمكن أن يؤثر على الصحة.
وأصبح من المسلم به الآن، بأن تلوث الهواء والطرق هم سبب مؤكد لزيادة بعض أنواع السرطان. وفي عام 2013، صنفت الوكالة الدولية لبحوث السرطان (CIRC) الجزيئات الدقيقة من محركات الديزل كمادة مُسرطنة على البشر، وأضافت الوكالة في 17 أكتوبر من نفس العام جميع الجسيمات المعلقة في الهواء (كما تدعى ب الجسيمات) إلى قائمة العوامل المسببة للسرطان للبشر (المجموعة 1).
ومن جهة أخرى، تشير دراسة أوروبية تحت عنوان «CAFE CBA: تحليل خط الأساس 2000 إلى 2020» بأن الجسيمات المعلقة في الهواء (PM) قد تكون مسؤولة عن الوفاة المبكرة ل 42090 شخص سنويا في فرنسا (يعود الرقم إلى سنة 2000 مما ينبغي تحديثه)، وتم ذكر هذا الرقم على انه «42,1 ألف» في الصفحة 92 من دراسة أعدتها منظمة الصحة العالمية عام 2006. وعزت بعض وسائل الاعلام (وحتى بعض الشخصيات السياسية بصفتهم الشخصية) هذا الرقم بشكل مبالغ فيه إلى التعرض لانبعاثات مركبات الديزل وحدها، بينما يشمل هذا التقرير عموم تلوث الهواء بالجسميات وجميع مصادر الانبعاثات مجتمعة. ووفقاً لوزارة البيئة، فإن القطاع الأقل إصدارا للجسيمات الدقيقة الأولية PM2,5 هو قطاع النقل، في حين يعد القطاع المنزلي الأكثر انبعاثا (الأجهزة «حرق الخشب» في غالبيتها العظمى) يليه القطاع الصناعي ثم القطاع الزراعي. ويتسبب النقل البري (وخاصة مركبات الديزل) بمشاكل لاسيما بالقرب من حركة المرور.
وفي مطلع عام 2000 عندما لوحظ تزايد بعض أنواع السرطان وذلك بفضل دراسات حشدية ضخمة أجريت في السويد والنرويج، لا أحد ينكر أهمية حركة السيارات بانها أحد العوامل الرئيسية لتدهور الصحة العامة، ويتم التوصل إلى استنتاجات متماثلة في جميع المدن الأوروبية الكبرى ذلك بفضل برامج الرصد الصحية. ويتطلب حل هذه المشكلة أن تتخذ الحكومات خيارات قوية فيما يتعلق بخيار بديل لما يقارب «كل الطرق» حسبما أوصى به تقرير بواتو Boiteux (2001) في فرنسا.
ومن الممكن أن تتأثر الصحة الإنجابية، فقد أظهرت دراسة حديثة بأن تلوث الهواء يمكن ان يُسهم بجودة السائل المنوي للرجل. فعلى سبيل المثال، يُنتج موظفي نقاط تحصيل الرسوم على الطرق السريعة المعرضون لغاز أكسيد النيتروجين حيوانات منوية بأعداد طبيعية ولكنها أقل قدرة على التنقل بشكل كبير وأقل خصوبة. وينخفض أيضا عدد الحيوانات المنوية لدى الأشخاص الذين يكون مستوى الرصاص لديهم مرتفع. وخلص معدو الدراسة إلى أن استنشاق أكسيد النيتروجين والرصاص يؤثر بصورة سلبية على جودة السائل المنوي. ويزيد قرب الطرق أو الطرق السريعة من خطر انخفاض وزن المواليد والولادة المبكرة حيث ينخفض متوسط فترة الحمل بنسبة 4,4% (أي ما يقارب أسبوعين) للأمهات الذين يعيشون على بعد أقل من 400 متر من طريق مزدحم.
ويكون حجم الأجنة أصغر في الأماكن التي يكون الهواء فيها ملوثاً ويزيد عدد الأطفال الخدج: أجريت دراسة على مدى عامين (2004,2005) في لوس أنجلوس وشملت 100 ألف مولود والمنتمين إلى أمهات يقيمون على بعد أقل من 6 كيلومترات من محطة قياس جودة الهواء؛ وتبين بأن 6 إلى 21 % من الأطفال الخدج هم بين الأمهات الأكثر تعرضا للكربون العضوي والكربون الأولي والبنزين ونترات الأمونيوم. وتزيد الهيدروكربونات العطرية متعددة الحلقات (مثل بخار البنزين أو زيت الوقود الوارد من غاز العادم أو المرجل) من الخطر بنسبة 30%. وأظهرت الدراسة بأن نترات الأمونيوم (المستمدة أيضا من السماد الكيميائي) مثل ال PM 2,5 هي أيضا عامل خطر للولادة المبكرة. ولوحظ زيادة خطر الإصابة بالربو وغيره من المشاكل وأمراض القلب والأوعية الدموية وغيرها من الأثار على الصحة بين الأشخاص الأكثر تعرضاً في الأماكن الأكثر تعرضاً بين مدينة لونغ بيتش إلى شرق لوس أنجلوس. وكما أظهرت دراسة كندية (على صعيد 1300 أسرة) زيادة الحساسية لدى الرضع.
ويكون الدراجون أحيانا معرضون للانبعاثات بشكل كبير ولكن بشكل عام هم بصحة أفضل. وقد تبين في مدينة أوتاوا (مقاطعة أونتاريو، كندا) أن الدراجون الذين يسيرون على الطرق السريعة خلال ساعات الذروة هم من بين الأكثر عرضة، كما يصابون في هذه الحالة بعد انتظام القلب في غضون ساعات من التعرض لتلوث السيارات (بعد ساعة من ركوب الدراجة بالنسبة للبالغين والذين بصحة جيدة). وبالإضافة إلى الجسيمات خاصة الناجمة من محركات الديزل والاوزون  فإنه يبدو بأن أكسيد النيتروجين ضالع بالأمر على الأقل بين الأشخاص سريعي التأثر بما فيهم كبار السن. وفي المناطق شديدة التلوث يُعد التعرض القصير (بضع دقائق إلى أقل من ساعة) كافيا لكي يؤدي إلى تأثيرات تحت الإكلينيكي، وكلما كان الدراج قريب من عادم السيارة كلما كان خطر استنشاقه للجسيمات النانوية والجسيمات الدقيقة أكبر والتي يمكن أن تمكث في أعماق الرئتين (يتسبب على المدى الطويل بالنوبات القلبية والربو ودخول المستشفيات نتيجة الإصابة بأمراض الجهاز التنفسي) أو حتى انتقالها بمجرى الدم لتخترق الحاجز الدموي الدماغي من خلال التأثير على الجهاز العصبي. ومن خلال الابتعاد عن عوادم السيارات تميل الجسيمات الدقيقة جدا إلى تشكيل مجموعات من الجسيمات تنقل بأقل عمقا وتطرد بسهولة مع المخاط الرئوي، ولهذا السبب فإن مسارات الدراجات المنفصلة عن الطريق أو الحواجز المادية الصغيرة من شأنها أن تحسن صحة الدراجون. وأظهرت دراسة أجريت عام 2010 في هولندا، أن الضغط على الدواسة بقوة يزيد من وتيرة وعمق تنفس واستنشاق الجسيمات. وغالبا ما يتعرضون الدراجون أيضا للانبعاثات لفترة أطول من راكبي الدراجات النارية وسائقي السيارات في رحلة ذات مسافة متكافئة. وبإضافة هذه العوامل تجعل بعض الدراجون عرضة للتعرض الشديد للملوثات، وعلى الرغم من أنهم أكثر تعرضا إلا أن الدراسات لم تُظهر بشكل واضح زيادة خطر التهاب الشعب الهوائية لدى الدراجون، ربما نظرا إلى الطابع الرياضي لهذا النشاط مما يوحي بأن ميزاته تفوق عيوبه فيما يتعلق بالجانب الصحي. واستنتجت دراسة أجريت عام 2010 إلى أن المكاسب المتعلقة بطول العمر المتوقع للأنشطة الرياضية المتصلة بركوب الدراجات (+ 3 إلى 14 شهر) والتي كان تأثيرها يفوق تأثير التعرض الكبير للملوثات (-0,8 إلى 40 يوم). واظهرت دراسة أخرى، أن سائقي السيارات لديهم مشاكل في الجهاز التنفسي أكثر من الدراجون وأنهم بالنهاية في قمرة القيادة أكثر عرضة منهم للمركبات العضوية المتطايرة الناجمة عن العادم وخصوصا في حالة الازدحام المروري «التوقف والحركة». ومع ذلك، فإن التعرض للهواء الملوث يزيد من التصور الخاطئ بأن الدراجة أكثر خطورة من السيارة. ويشجع الباحثون على إنشاء مسارات للدراجات خارج مناطق حركة المرور الكثيفة ولاسيما بالنسبة للأطفال وكبار السن والأطفال والحوامل. وكشفت دراسة تتعلق بمسارات الدراجات في مدينة بورتلاند (أوريغون) بأن فصل الطريق الرئيسي بواسطة احواض النباتات وليس مجرد شريط من الطلاء الأبيض قلل بدرجة كبيرة من تعرض الدراجون لتلوث الهواء. وأظهرت دراسة أخرى (بلجيكية) متعلقة بتلوث الطرق بأن إبعاد الدراجة ولو على بعد بضعة أمتار من الطريق سيقدم فروق يمكن قياسها للتلوث. وتتصرف الجسيمات متناهية الصغر قليلا مثل الغازات وتنجم بشكل أساسي عن عادم السيارات وتهالك الإطارات والقطع الميكانيكية والطرق، وهو ما يفسر أن معدلاتها متجانسة نسبيا في الطرق الرئيسية؛ وتنخفض معدلاتها فقط عند وجود الريح ووفقاً لدرجة حرارة الجو (الركود في حالة الانقلاب الحراري والصعود في عمود الهواء)، في حين أن الجسيمات الأكبر حجما (PM10) هي أكثر شيوعا بالقرب من ورشة البناء أو حيثما يتحرك الغبار وتنخفض عند المطر؛ ولا يزال هناك نقص بالبيانات المتعلقة بتأثيرات بعض الملوثات الجديدة مثل جسيمات المجموعة البلاتينة والأوزميوم الناجمة من المحولات الحفازة.
ويُعد الأطفال مقارنة بالبالغين أكثر حساسية لمعظم الملوثات. ويعتقد العلماء بشكل متزايد بأن العديد من أمراض الجهاز التنفسي المزمنة لدى البالغين نشأت في مرحلة الطفولة المبكرة، وبعض الأطفال ربما يكونون وراثيا أكثر عرضة للتلوث. ويكون الأطفال الذين يعيشون بالقرب من طريق مزدحم أكثر عرضة من المتوسط لتطور بعض الامراض (خاصة أمراض الجهاز التنفسي). وفي المتوسط، فإنه كلما زادت مدة اقامتهم أو عاشوا في الآونة الأخيرة بالقرب من طريق مزدحم كلما انخفضت وتيرة التنفس القصوى وكلما تعرضوا لضيق التنفس المزمن. وعلى الرغم من أن الأطفال أو كبار السن أكثر حساسية لتلوث الطرق إلا أن العديد من الدراسات أظهرت أن النظام القلبي الوعائي للشباب الاصحاء يتأثر أيضا من التلوث بالجسيمات.
ومنذ الثمانينات، تطور التلوث الناجم عن السيارات كماً ونوعاً وانخفضت مستويات الرصاص بشكل كبير في الهواء، ولكن تزايدت نسبة البنزين والاوزون وأكسيد النيتروجين، وظهرت مؤخرا معادن جديدة (البلاتين الحفاز الناجم من المحركات الحفازة). وتتوافر الآن نماذج لانتشار التلوث عبر بيانات متعلقة بحركة المرور وظروفها وبرفقة الطبوغرافيا وعلم الأرصاد الجوية المحلي وخلفية التلوث. ومن خلال نموذج دقيق، يُعد تلوث الهواء في المناطق الحضرية مرتبطاً في الواقع بالإصابة بالحساسية أو الربو في مرحلة الطفولة؛ وفي دراسة فرنسية شملت 6683 طفل تتراوح أعمارهم من 9 إلى 11 سنة (لم يتحركوا خلال 3 سنوات السابقة للدراسة والملتحقين ب 108 مدرسة اُختيرت بشكل عشوائي في ستة مجتمعات فرنسية). وبالنسبة لهؤلاء الأطفال، فإن اصابتهم بالربو كانت مرتبطة بدرجة كبيرة بالتعرض للبنزين وثاني أكسيد الكبريت والجسيمات المعلقة (PM10) وأكسيد النيتروجين وأول أكسيد الكربون. وارتبطت حالات الإكزيما (على مدى العمر وكما في الأعوام الماضية) بشكل إيجابي بالبنزين والجسيمات المعلقة (PM10) وثاني أكسيد النيتروجين وأكسيد النيتروجين وأول أكسيد الكربون. وارتبط التهاب الأنف التحسسي (مدى العمر) ب الجسيمات المعلقة (PM10) وبينما ارتبطت حساسية حبوب اللقاح بالتعرض للبنزين والجسيمات المعلقة (PM10). وفي هذه المجموعة، بالنسبة لل 2213 طفل الذين عاشوا في نفس المكان منذ ولادتهم كانت الإصابة بالربو مرتبطة بصفة رئيسية بالبنزين وبينما ارتبطت حساسية حبوب اللقاح بزيادة التعرض للمركبات العضوية المتطايرة (COV) والجسيمات المعلقة (PM10).
وبما أن أغلبية السكان في المناطق الحضرية، فإنهم أكثر عرضة للتلوث الناجم من الطرق وخاصة التلوث بالجسيمات. وفي مطلع عام 2000، أشارت التقديرات أن التعرض للجزيئات الدقيقة وحده في أوروبا (الاتحاد الأوروبي- 25) يقلل من متوسط العمر المتوقع بمقدار تسعة أشهر وهو مشابه لتأثيرات حوادث الطرق. وسوف يترتب على الحد من تلوث السيارات فوائد صحية كبيرة في أوروبا وكما هو الحال في الولايات المتحدة وفي القارات الأخرى.

## الطرق والمناظر الطبيعية

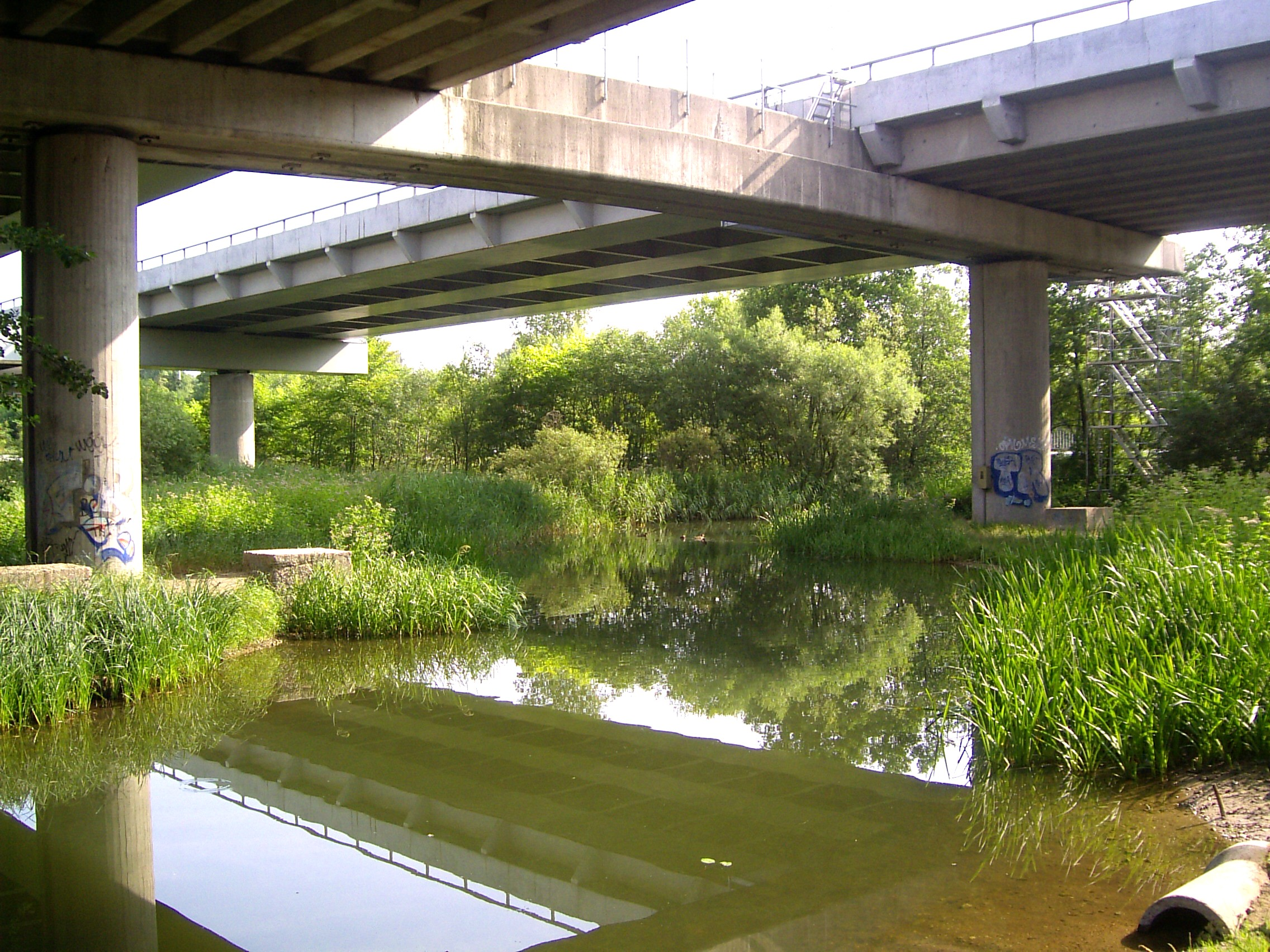
يسعى المطوّر هنا (الدنمارك) للمحافظة على الاستمرارية البيئية للمناطق الرطبة التي يعبرها الطريق.

يربط بين الطرق والمناظر الطبيعية علاقات غامضة ومتناقضة أحيانا. وبالإضافة إلى ذلك طرأ على مفهوم المناظر الطبيعية تغييرات كبيرة في الواقع على مدى القرنيين الماضيين. وأدت البنية التحتية للطرق إلى تحول وتجزؤ امتدادات بيئة المناظر الطبيعية، من أجل تيسير اكتشافاها. فعلى سبيل المثال، في القرن الثامن عشر ساهم الطريق في نهج جديد (من المناظر الطبيعية) عن طريق إنشاء (طرق ذات طبيعة خلابة) والطرق الجبلية وغيرها (الكورنيش). ومنذ ذلك الحين أنشئت طرق les autoroutes des estuaires و les routes du vin و la voie sacrée de Verdun.. الخ، لتنظم للمسافر المساحة المعروضة له. وعلى الصعيد المحلي تُسلط الأضواء في الليل على المنحدرات والصخور أو الأشجار. وفي أماكن أخرى، هنالك سلسلة متتالية من أحواض الزهور ودوارات الطريق تحتوي على الزهور (المناظر الطبيعية).
ووفقاً للفترة الزمنية أو المصممين والمطورين وشريحة الطريق، فيتضح أو على العكس من ذلك محاولة الاندماج في المناظر الطبيعية التي من شأنها أن تكون طبيعية و/أو من صنع الإنسان: حقل الأرز، مصطبة، غابة صغيرة والطرق المجوفة (سياج نباتي)، وبالنسبة للبعض فإن الطرق الحديثة (تشوه) المناظر الطبيعية، ويرى الاخرون انها أصبحت مكونا لا مفر منه بشكل حرفي. وأضاف علماء البيئة للحيوانات الموجودة هناك شبكة نامية وشديدة الكثافة من الحواجز الطبيعية. وبالتالي تم التخلي عن معبر الحيوانات بلا مبالاة أعلى الطريق السريع A4 بمجرد عبور جبال الفوج وهو حصرا للمتنزهين وليس للحياة البرية. وصمم بطريقة سيئة بحيث لا يسمح بتبادل الحيوانات البرية بين جبال الفوج الشمالية وباقي السلسلة الجبلية مما يهدد التنوع الحيوي.

## التكاليف
ينطوي على هذا النوع من التلوث تكاليف بشرية وصحية، والذي يؤدي أيضا إلى تحول اقتصادي. وفي أوروبا، قدرت الوكالة الأوروبية للبيئة في عام 2012 بأنه على الرغم من تطور المحركات والمحولات الحفازة، فقد تزايد عدد المركبات وعدد الكيلومترات المقطوعة (لايزال التلوث الناجم عن حركة المرور مضراً بالصحة في العديد من المناطق الأوروبية) وفي عام 2013 يكلف التلوث الواحد المنبعث من الشاحنات حوالي 45 مليار يورو سنويا في المجتمعات المحلية من الناحية الصحية. ووفقاً للوكالة، فإنه من الممكن لرسوم الطرق للمركبات الثقيلة تحسين دمج هذه التأثيرات، مع رفع الضرائب المفروضة على الشاحنات الأكثر تلويثا وتأجيل تحسين وسائل النقل والنقل المتعدد الوسائط.

## الطرق والتنمية المستدامة
يبدو أن التطوير المستمر والمتميز لشبكة الطرق وصل حده الأعلى وخاصة مع اكتظاظ المناطق الحضرية الكبرى والمحاور الرئيسية بين المدن في جميع انحاء العالم، ويتواجد هذا الطراز من الطرق بصورة متزايدة بينما يتعارض مع التنمية المستدامة. ويجعل العالم يستثمر بها بمعدل أعلى من القطارات والقنوات المائية. وبالنسبة إلى فرنسا، يمثل الاستثمار في قطاع الطرق ثلثي اجمالي الاستثمارات في قطاع النقل؛ وفي المقابل يمثل الاستثمار في قطاع السكك الحديدة (الركاب والشحن) أقل من ¼ من الاستثمارات. وتولي جميع البلدان الغنية اهتمامها في البنية التحتية للطرق، وفي القنوات المائية وبدرجة أقل السكك الحديدة. وفي عام 2011 ووفقاً للوكالة الأوروبية للبيئة فإن التجزؤ البيئي بالطرق يعد أحد الأسباب الرئيسية لتراجع التنوع الحيوي في أوروبا، والذي تفاقم بشكل كبير منذ التسعينات وترتب عليه اثار خطيرة على النبيت والمجموعة الحيوانية.
وتدعو الوكالة الأوروبية للبيئة إلى زيادة أعداد معابر الحيوانات بما في ذلك الطرق القديمة للسماح بالحيوانات بالتنقل، وكما توصي الوكالة الأوروبية للبيئة بتدمير الطرق القديمة أو التي تشهد انخفاض بحركة المرور عوضا عن بناء طرق جديدة ... لحساب القطار والبدائل. وتوصي الوكالة الاوربية أيضا بوضع خطط للطرق البديلة بالقرب من المناطق ذات الأهمية بدلا من الاستمرار في بناء الطرق والسكك الحديدية جنباً إلى جنب.
وعلى الرغم من زيادة أسعار الطاقة وفي الازدحام الا ان بدائل (الطرق الموجودة) لا تزال تواجه تحديات تعرقل تطورها في عالم مصمم منذ خمسين عاما لصالح السيارات والشاحنات، حيثما لا تقاس التكاليف الاقتصادية والاجتماعية والبيئية الحقيقة لوسائل النقل. وفي عام 2005، لاتزال الطرق تمثل جزءا كبيراً من نقل السلع والأشخاص وأحيانا بدون بديل على المدى القصير. ولا يزال جزء من العالم ينظر إلى السيارة باعتبارها عنصراً ضرورياً للتنمية الاقتصادية (الركيزة الثالثة للتنمية المستدامة) وإذا اتجهنا نحو السيارة النظيفة - سيارة بلا عادم –، فهذا لن يحل مشاكل الطرق المتعلقة بالتجزؤ البيئي.
ويبدو بأن جزء كبير من الرحلات لا يمكن إتمامها عن طريق وسائل النقل الأخرى في المستقبل القريب لاسيما إذا رجعنا إلى تكلفة البنية التحتية اللازمة. ومن ناحية أخرى، يتم إحراز تقدم يمكن ان يستمر في مجال النقل المتعدد الوسائط، والنقل الحضري أو التحكم في المناطق شبه المتحضرة ودعم استخدام الدراجات الهوائية. وتعد مشاريع المدن ذات الجودة البيئية العالية، والمدن أو الاحياء بلا سيارات أو النقل العام المجاني اما تم اختبارها محليا أو في طور التنفيذ ولكنها لاتزال نادرة.
ويجب أيضا مراجعة استخدامنا للطرق: يتطلب النقل باستخدام الحافلة وجود طريق، ولكنه أحد أفضل الوسائل فيما يتعلق ب (كفاءة) الطاقة. ويمكنه أن يميل نحو «النقل النظيف»، ويتم تصنيع بعض نماذج الحافلات لكي تعمل باستخدام طاقة اقل تلويثاً (الكهرباء بواسطة البطاريات التي توجد في الحافلات الالكترونية أو الحافلات التي تستخدم الغاز الطبيعي أو الغاز النفطي المسال). وتُعد أيضا مشاركة المركبات واحدة من أفضل الممارسات والتي تحظى بتشجيع متزايد.

## المعلومات الحالية والمستقبلية
في عام 2012، تمتلك ثمانية مدن فرنسية منصة متعلقة بوضع نماذج توفر خرائط (16 خريطة لمدينة ليل لنفس اليوم، واليوم التالي واليوم الذي يليه، وشبكة يصل حجمها 15 متر في 15 متر) للتنبؤ بالملوثات انطلاقاً من القياسات المسجلة بواسطة محطات القياس، والطقس والنماذج المحلية والإقليمية. وتساعد في بعض الاحيان أداة التكبير على معرفة المعدلات المتوقعة، ومؤشر جودة الهواء لتحديد مصادر التلوث المحتملة.

## التوقعات
شهدت تنمية الطرق نمواً مطرداً على الأرض منذ نهاية القرن التاسع عشر، وهو عامل من عوامل التنمية لا يبدو مستداما لأنه يتسبب بمشاكل كبيرة كالاحتباس الحراري، وتلوث الهواء، والصحة والسلامة. وتُعد الطرق في البلدان الناشئة عاملاً رئيسياً لإزالة الغابات، والصيد غير القانوني وغالبا ما تتعرض حيوانات الأحمال والماشية على حافة الطرق للدهس من السيارات. وتُساهم الطرق في الواقع من غير قصد مصمميها بنهب الموارد الطبيعية واستنزاف النفط بشكل خاص.
ومن النادر جدا أن يتم هدم الطرق لصالح وسيلة نقل أخرى، لكن مفهوم ما يسمى بطرق HQE (أي شهادة الجودة البيئية العالية) بدأ بالظهور (في فرنسا مع شركة CSTB، وهي فكرة أطلقها المجلس العام للشمال) وبعد بضعة اجراءات لإلغاء التجزؤ البيئي من خلال إنشاء معابر الحيوانات البرية والتي قامت (احيانا بدون جدوى) بمحاولة الحد من اثاراها. ولا تزال هذه التدابير نادرة وتعويضية أكثر مما هي إصلاحية. ويتمثل أحد أهداف حركة Carfree - التحرر من السيارات - معالجة هذه القضية، ولاسيما عبر إنشاء الاحياء البيئية، ومشاريع مدن بلا سيارات (Carfree cities).